# Madar
Madar (szlovákul Modrany) község Szlovákiában, a Nyitrai kerületben, a Komáromi járásban.

## Fekvése
Komáromtól 21 km-re északkeletre fekszik, 131 méteres tengerszint feletti magasságban, a Bátorkeszi-dombság (Erdőhát, 270 m) déli lábánál, a Madari-patak (Modriansky potok) völgyében. Jelentős erdőterület tartozik hozzá. Híres szőlőtermesztő község.
Közigazgatási területe 27,07 km², határos Szilasházával, Újpusztával, Komáromszentpéterrel és Marcelházával nyugatról, Dunaradvánnyal és Dunamoccsal délről, Bátorkeszivel keletről, valamint Perbetével északról. Keleti határa egyben a történelmi vármegyehatárt is alkotja Komárom és Esztergom vármegye között.

## Élővilága

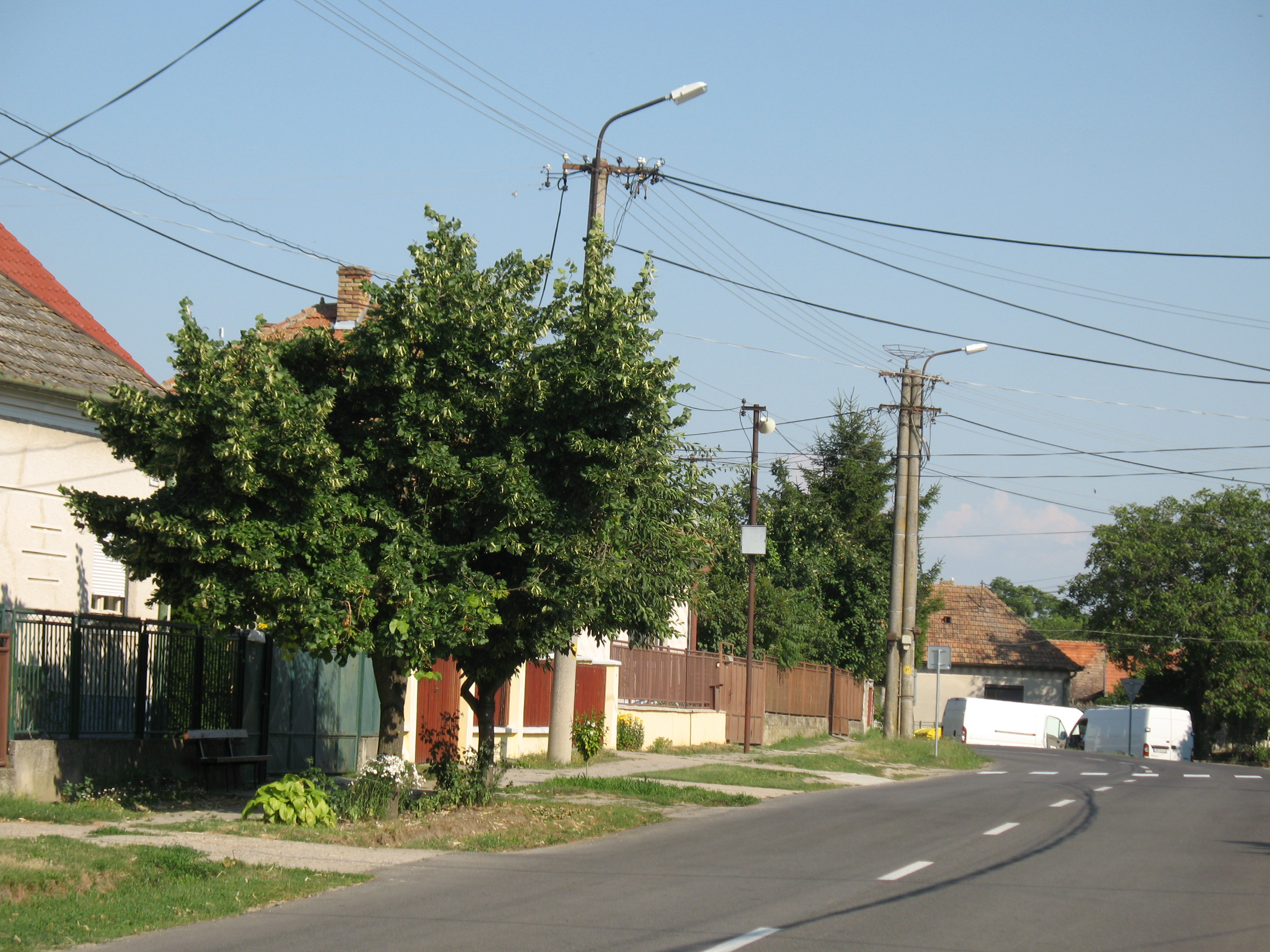
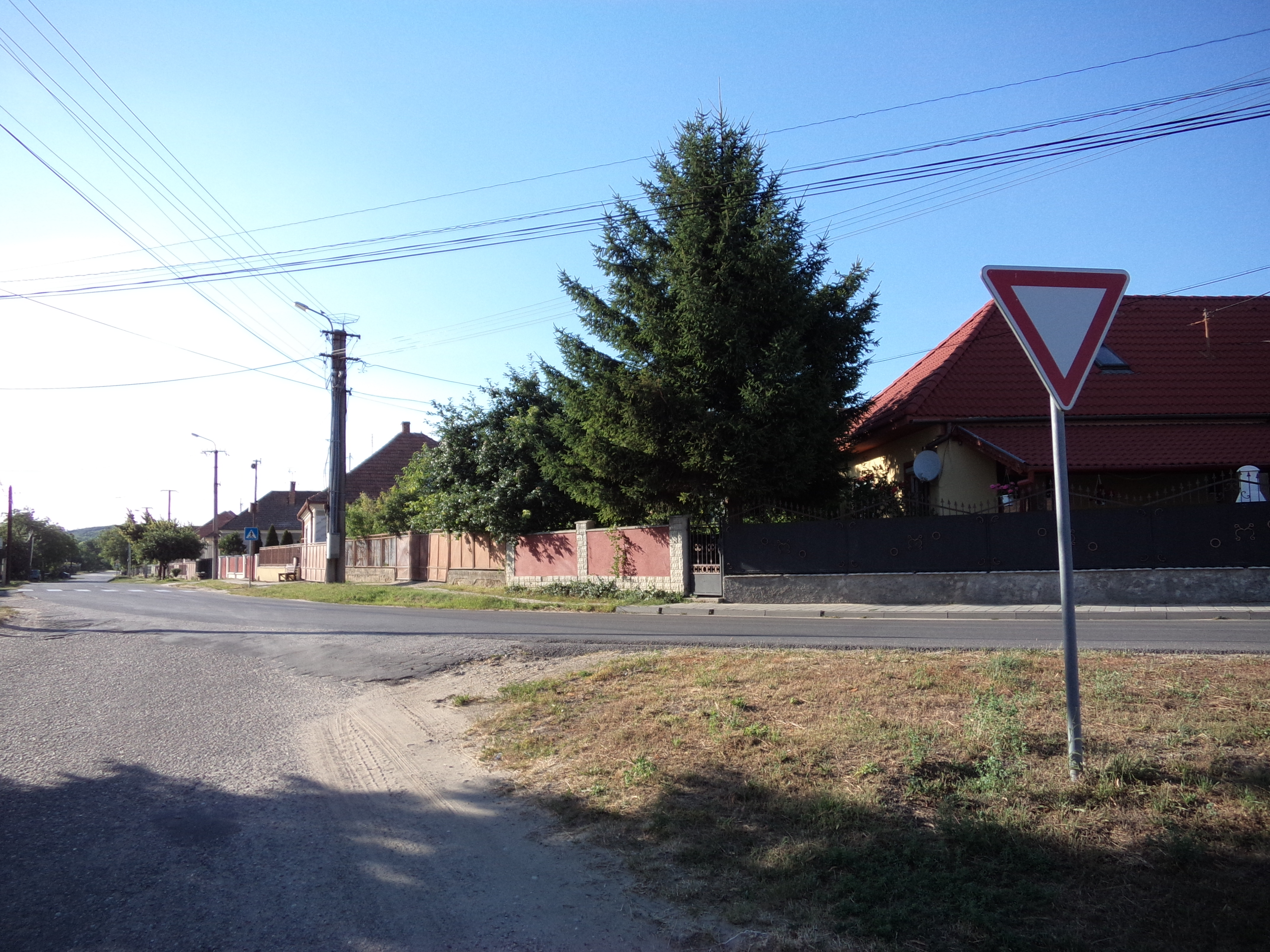

Madaron egy gólyafészket tartanak nyilván, de fészkelésről nincs adat.

## Története
A régészeti kutatások eredménye szerint területén már a korai szláv időkben település állt, melynek temetőjét feltárták. Egy későbbi temető is előkerült, mely a 11. és 13. század között volt használatban.
Első fennmaradt írásos említése 1252-ből származik, amikor Marcellus de Modor-nak, egykori szolgagyőri (Zuluga-geuriensis) várjobbágynak és fiainak – Benedeknek, Marcellnek és Éliásnak – IV. Béla megerősíti a szabadságjogaikat. 1277-ben az esztergomi káptalan bizonyítja, hogy Modor-i Éliás fia Péter Bars megyei Zenche nevű földjét, melyet IV. László adományozott neki, örök áron eladta Ivánka fia András mesternek.
1260-ban is említik, de az újabb kutatások szerint 1198-ban keletkezett, amikor Imre király madarászait telepítette le itt, akikről a nevét is kapta a település. Kezdetben Szolgagyőr várának tartozéka volt, majd 1295-től az esztergomi érseké, valamint a Madari és Keszi családé. Később a szentpéteri uradalomhoz tartozott, amely erdősítette határát. 1485-ben Mátyás király a székes-fejérvári keresztesek konventjének megparancsolta, hogy Marczalházi Posár Miklós fiainak és unokájának, Gáspárnak – akiknek régóta bírt Marcelháza, Madar, valamint Pat és Gyarmat puszta – birtokaikat új adományba adta, azt iktassa be, amit véghez is vittek.
1615-ben hódolt falu.
1485 és 1716 között a Pozsár, Sibrik, Maszlik családoké, 1716-től a Gyulayaké. Egy része a 17. és 19. század között a bátorkeszi uradalomhoz tartozott. 1763-ban földrengés, 1886-ban és 1904-ben tűzvész pusztított. Lakói főként mezőgazdasággal, szőlőtermesztéssel és erdei munkákkal foglalkoztak.
Vályi András szerint "MADAR. Magyar falu Komárom Várm. földes Ura G. Pálfy Uraság, lakosai katolikusok, és reformátusok, fekszik Bátorkeszinek szomszédságában, mellynek filiája, legelője elég van, réttyei néhol tsekélyek, szőleji meg lehetős borokat teremnek."
Fényes Elek szerint "Madar, magyar falu, Komárom vmegyében, Bátorkeszihez 1/2 mfldnyire: 229 kath., 1328 ref., 14 zsidó lak. A reformatusok itt már a türelem előtt népes anyaegyházat birtak. Határa, melly egy részben dombos, leginkább homok föld, melly csupán középtermékenységü, ámbár rozsot szépet terem. Határa 7980 hold, mellyből a jobbágyok birnak 117 egész telket (154 gazda), curiális telek 9, curiális zsellér 4, robotos 72, szabados 1, házatlan zsellér 43, uradalmi majorság 346 hold, szántóföld 10 kaszás rét. Szőlője az uraságnak nincs de a jobbágyok 1000 kapát birnak, a madari fejér bor a neszmélyivel méltán vetélkedik. A papi dézmát az uraság haszonbérli az érsektől s a kilenczeddel együtt természetben szedi. Egy telek ára 800 v.forint. Emlitést érdemel itt a nagy gonddal nevelt és ápolt uradalmi erdő s fenyves; a vmegyének is itt van szedres kerte. F. u. h. Pálffy, s a bátorkeszi urad. tartozik."
Vende Aladár szerint "Madar, Esztergom vármegye határán fekvő magyar nagyközség, 350 házzal és 1911 róm. kath. és ref. vallású lakossal, a kik között a reformátusok vannak a legtöbben és csak nekik van itt templomuk, mely 1691-ben, egy török mecset helyén és falai felhasználásával épült. Postája és távírója az esztergommegyei Bátorkeszi, vasúti állomása pedig Köbölkút. E község hajdan a királyi madarászok lakóhelye volt és innen vette a nevét is. 1252-ben Marczel és Illyés szolgagyőri várjobbágyok szerepelnek itt, a kiket ekkor a várjobbágyok sorából kivettek és nemességre emeltek. 1360-ban Nagy Lajos Madari Marczel királyi solymár rokonait is nemesekké teszi. 1377-ben egész Madarra, mely előbb Keszi Péter fia Marczelé volt, Marczel fia János kap új adományt. 1485-ben a Marczelházi Posár család, Mátyás királytól, új adományt nyer e birtokra. Ez időben possessio Madarr néven írják. A török világban csak részben pusztult el, mert 1552-ben még 22 lakható házat találtak itt az összeírók, mely szám 1576-ban már ötvenre emelkedett. Ezidőtájt Posár, vagy Pozsár Menyhért is birtokosa volt. 1655-ben Pozsár Lukácsnak magva szakadván, Sibrik Dániel kap reá adományt. 1659-ben Maszlik Pálnak is van itt részbirtoka, 1716-ban pedig Gyulay Ferencz kapja királyi adományban, de három évvel később Huszár Éva és Juliánna tartanak igényt e birtokra. Később azután a herczeg Pálffyak és a gróf Czirákyak lettek az urai és ma herczeg Pálffy Miklósnak van itt nagyobb birtoka. Madar község sok ideig artikuláris hely volt, a hová a komárommegyei Csúz, Csehi, Jászfalu, Szentpéter, Martos, Ógyalla, Perbete, D.-Radvány és az esztergommegyei Kisújfalu, Búcs és D.-Mócs községekből a ref. hívek istentiszteletre jártak. A község, egy 1763. január 28-iki feljegyzés szerint, csaknem egészen elpusztult, a mint a jegyzőkönyv írja: »Négy ízben ment által rajtunk az Istennek földindulásbéli itéletje, melyek közül a második ízben oly nagy volt, hogy a házak egyetemben összedűlének s a templom boltozatja ketté szakada, kő falai megrepedtenek és az egész alkotmány oly erőszakot szenvede, hogy a dél felé való szegeletnek még a fundamentum kövei is megrepedtenek, a 72 esztendős templom karai leroskadtanak. A föld sok helyeken meghasadozván, fővénynyel egyvelges vizet okáda ki. Ugyanezen esztendőben akkor uralkodó felséges királyasszony, a felséges Mária Therezia engedelmet és szabadságot publikálván a földindulás által lett templombéli romlások építésekre - mi is a fentebb említett romlásokat megépítettük.« 1866-ban és 1904-ben a községnek nagyobb része leégett. Ide tartozik Újpuszta. Az ú. n. Szentkirálykúti dűlőn állott hajdan Mercse falu, mely 1279-ben Merchey alakban van említve és 1387-ben még komáromi várbirtokként szerepel. Az itteni ú. n. Várhegyen sánczok nyomai láthatók, de hogy mely korból valók, azt megállapítani nem lehet."
A trianoni békeszerződésig Komárom vármegye Udvardi járásához tartozott. Az egykor Madarhoz tartozó Újpusztát, ahová 1921-ben a Pálffy és a Baranyay család felosztott nagybirtokára szlovák kolonisták települtek, előbb 1926–1939 között, majd 1951-ben újra önálló községgé szervezték.
1938 és 1945 között Madar újra Magyarország része. A második világháború után számos családot telepítettek ki: Csehországba 54 családot (ők 2-3 év után hazaköltözhettek), Isztimérre pedig 52 családot (194 személyt). A Madari-erdőben a 2. világháború után katonai lőteret alakítottak ki.
2006. szeptember 23-án avatták fel a község címerét és zászlaját.

## Népessége
| Év:            | 1994. | 2004.   | 2014.   | 2024.   |
| -------------- | ----- | ------- | ------- | ------- |
| Emberek száma: | 1408  | 1461    | 1407    | 1280    |
| Eltérés:       |       | +3,76 % | -3,69 % | -9,02 % |

| Év:            | 2023. | 2024.   |
| -------------- | ----- | ------- |
| Emberek száma: | 1282  | 1280    |
| Eltérés:       |       | -0,15 % |

1910-ben 2034, túlnyomórészt magyar anyanyelvű lakosa volt.
1921-ben 1937 lakosából 1922 magyar (99,2%) és 6 (0,3%) szlovák nemzetiségű volt.
2001-ben 1445 lakosából 1233 magyar (85,3%) és 124 (8,6%) szlovák nemzetiségű volt. Ugyanekkor 942 református (65,2%), 405 római katolikus (28%) és 35 evangélikus (2,1%) vallású lakta a községet.
2011-ben 1462 lakosából 1205 magyar, 121 szlovák és 112 cigány volt.
2021-ben 1315 lakosából 1074 (+36) magyar, 155 (+20) szlovák, 2 (+5) cigány, 6 egyéb és 78 ismeretlen nemzetiségű volt.

## Nevezetességei
- Református temploma 1691-ben épült egy gótikus templom átépítésével, az 1763-as komáromi földrengés után újjáépítették. Mai formájában klasszicista stílusú.
- A katolikus Szűz Mária-kápolna 1939-ben épült.

### Emlékművek, emléktáblák
- Édes Gergely tiszteletére 2004-ben emléktáblát avattak a református templom falán.[16]
- A református templom bejáratánál a templom felújításának emlékére 2002-ben emléktáblát helyeztek el.
- Kopjafa (1998.).

### Szakrális kisemlékek
- Fa harangláb a református templom bejáratánál. Harangja 1749-ből származik.
- A katolikus templom udvarában található beton nagykereszt.
- A temetőben két nagykereszt is található, mindkettő betonból készült.

## Neves személyek
- Itt született Édes Gergely papköltő (1763-1847), róla nevezték el a madari alapiskolát is.
- Itt született Kreybig Károly (1832-1913), címzetes altábornagy. 1896-ban magyar nemességet kapott madari előnévvel.
- Itt szolgált Besnyei György (1675/1676–1749) református bibliafordító és mátyusföldi esperes.
- Itt szolgált Pethes János (1857-1928) tanítóképző-intézeti igazgató, tanügyi író, újságíró.
- Itt szolgált Nagy Lajos (1867-1929) református tanító, lapszerkesztő.
- Itt tanult Kollányi Ödön (1874-1957) tanár, kalocsai polgári iskolai igazgató, szerkesztő.

## Képtár

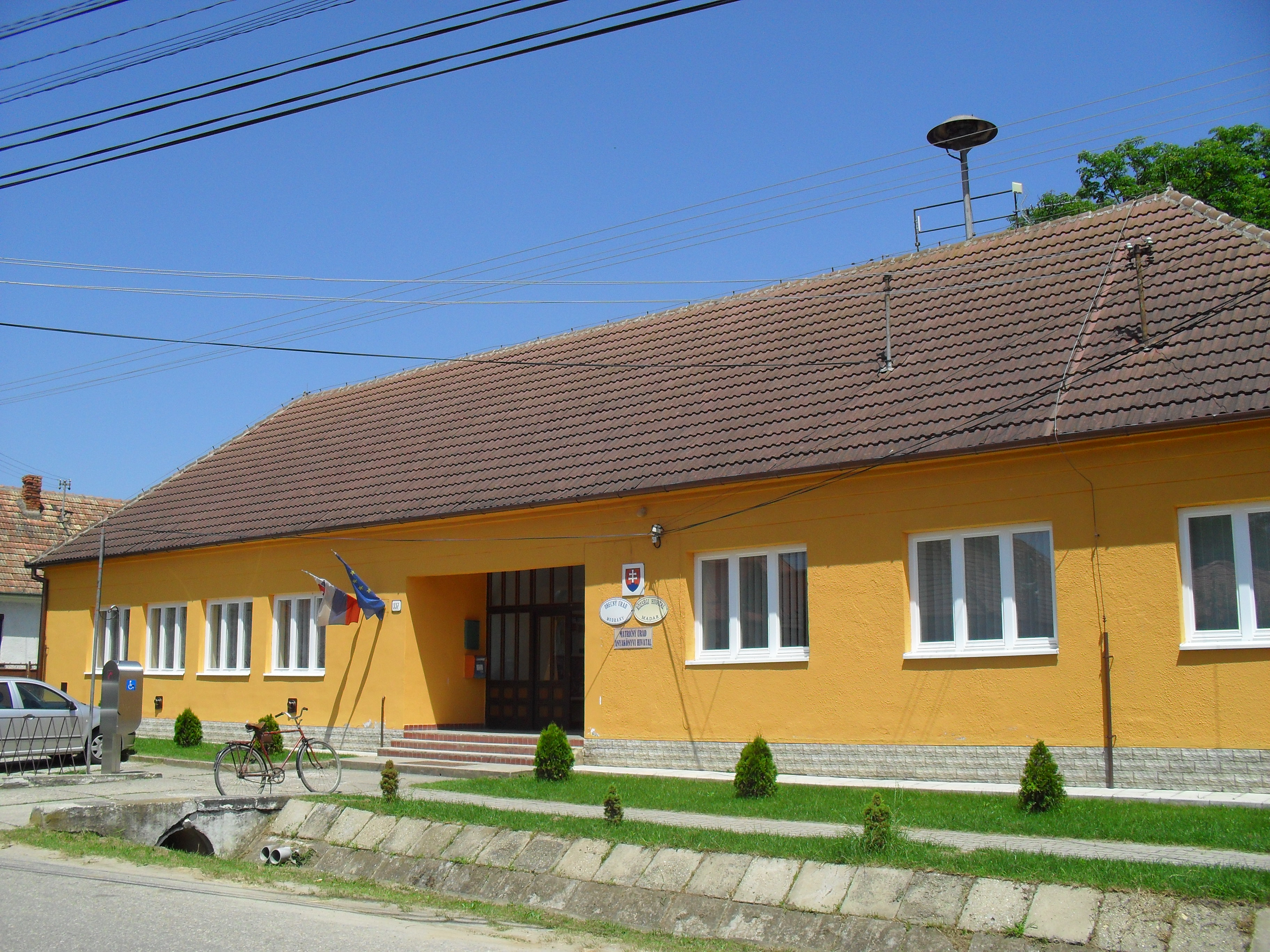
Községi hivatal
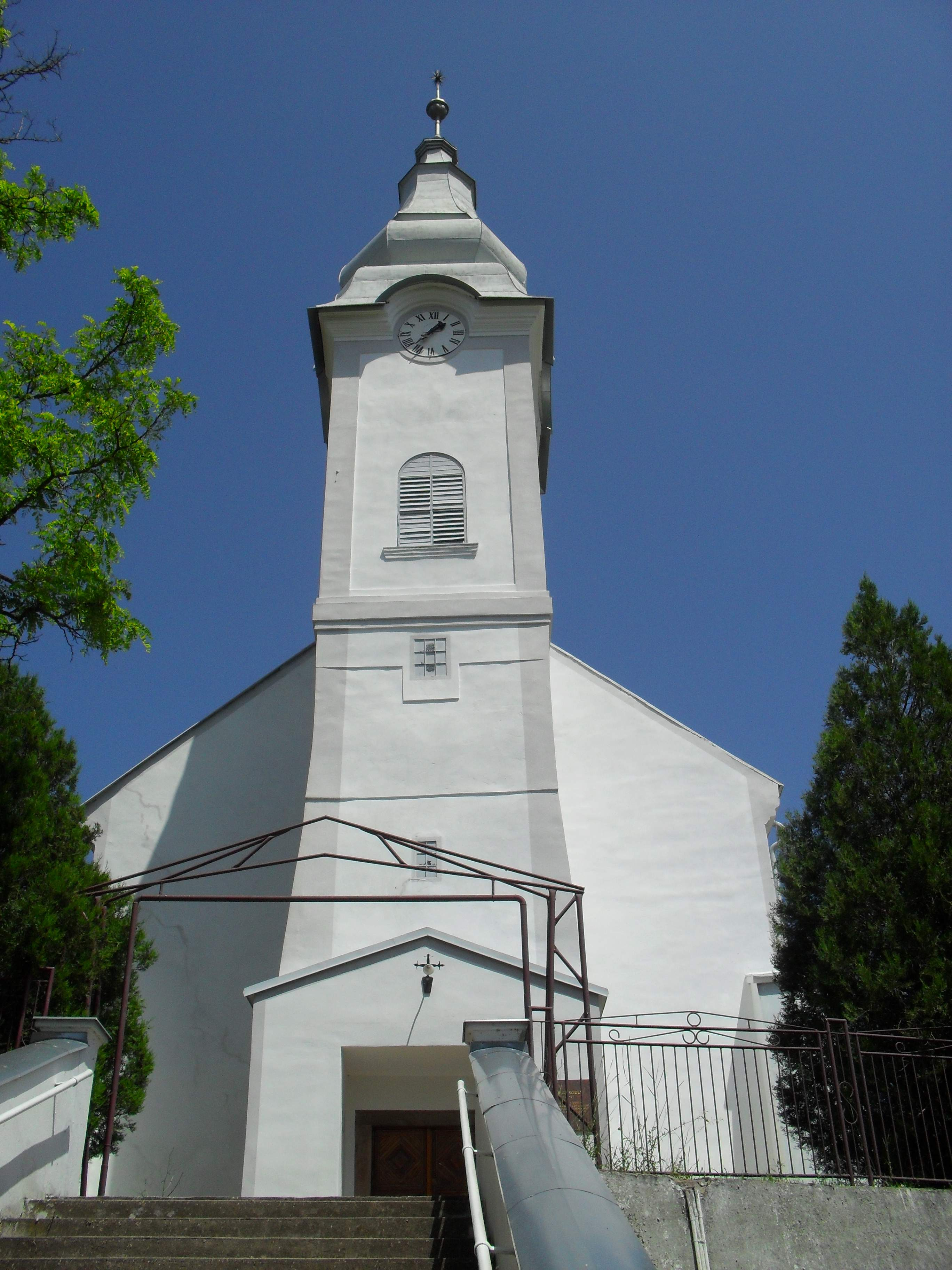
A madari református templom
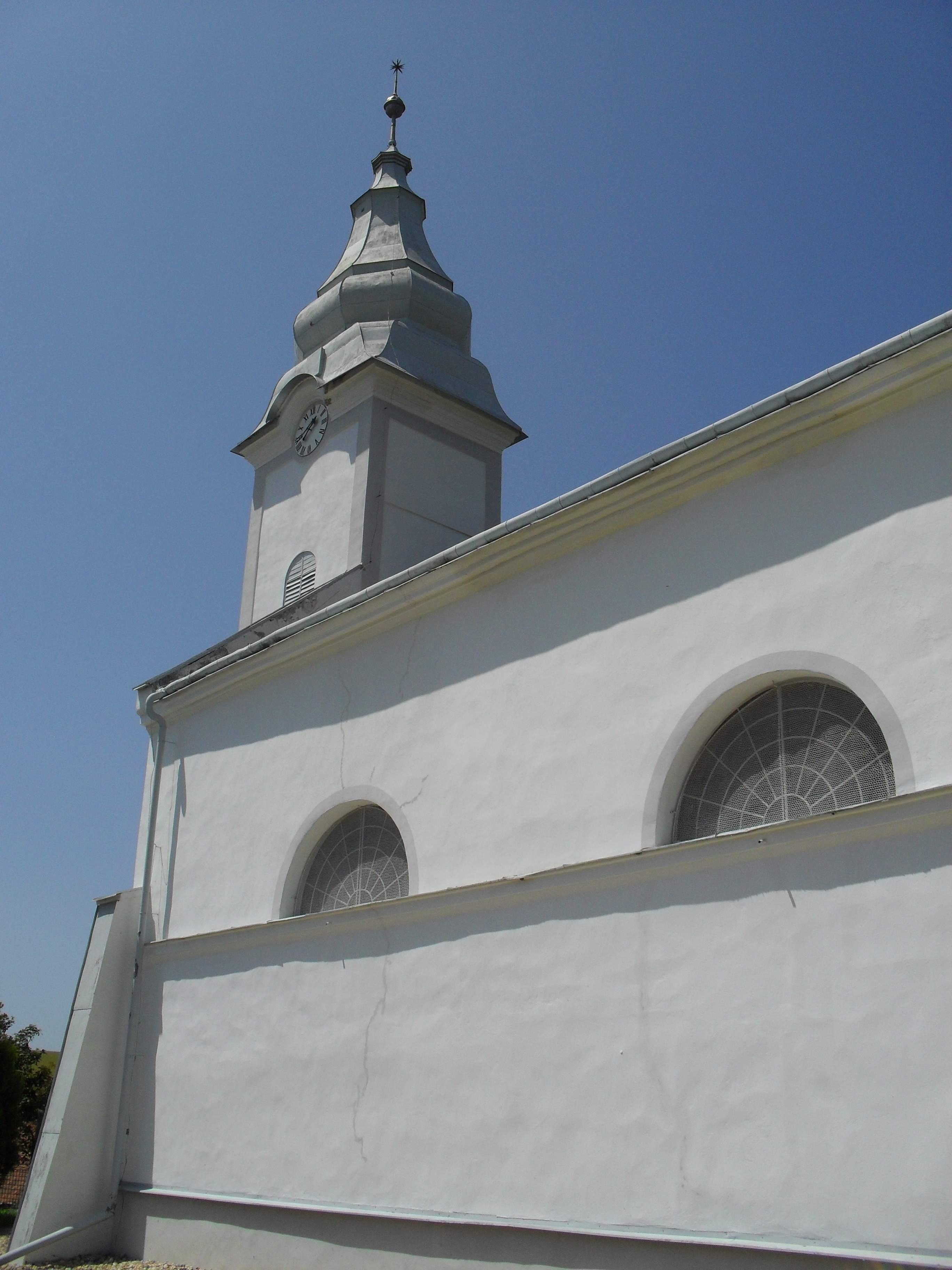
A református templom
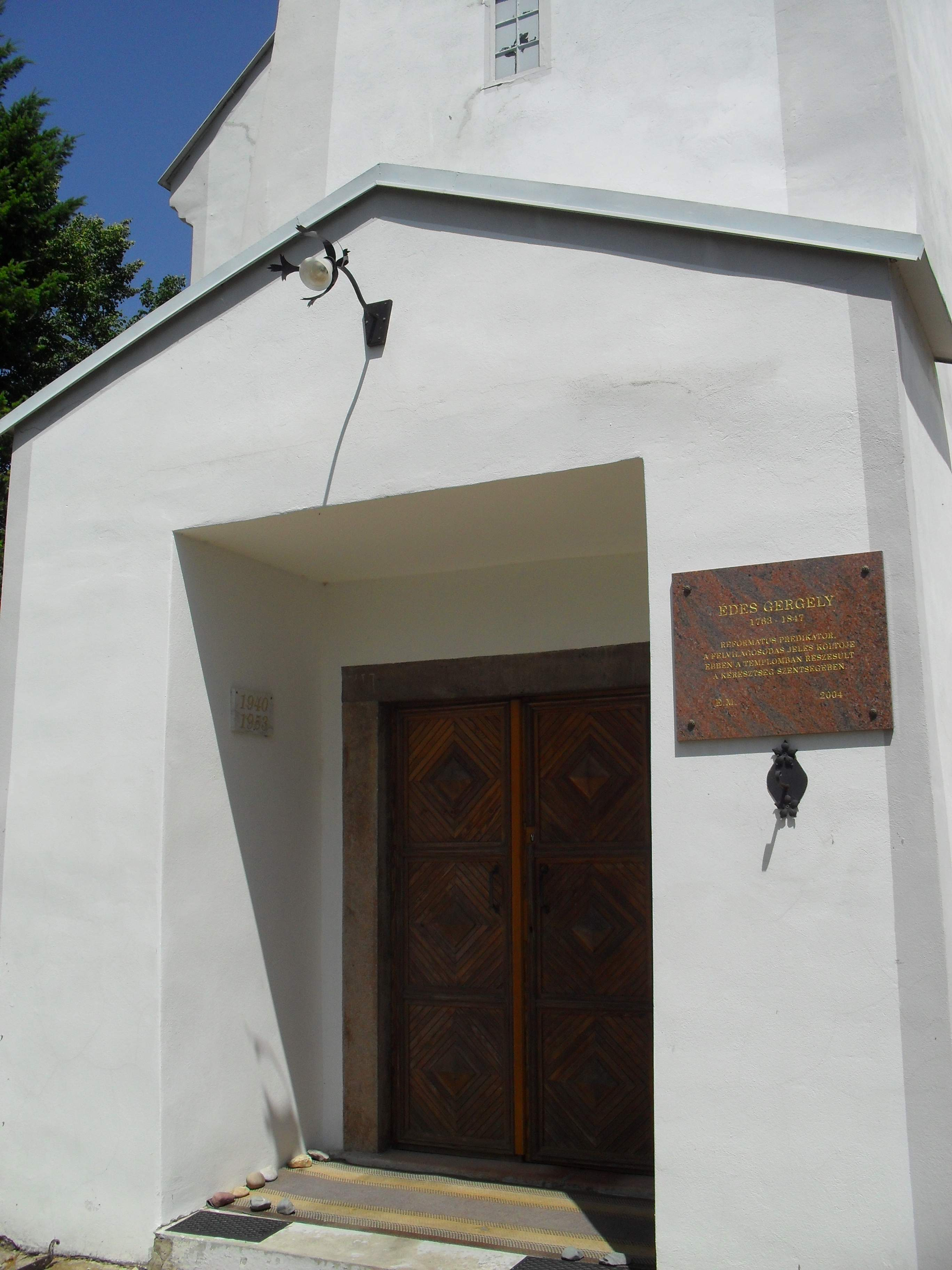
A református templom kapuja
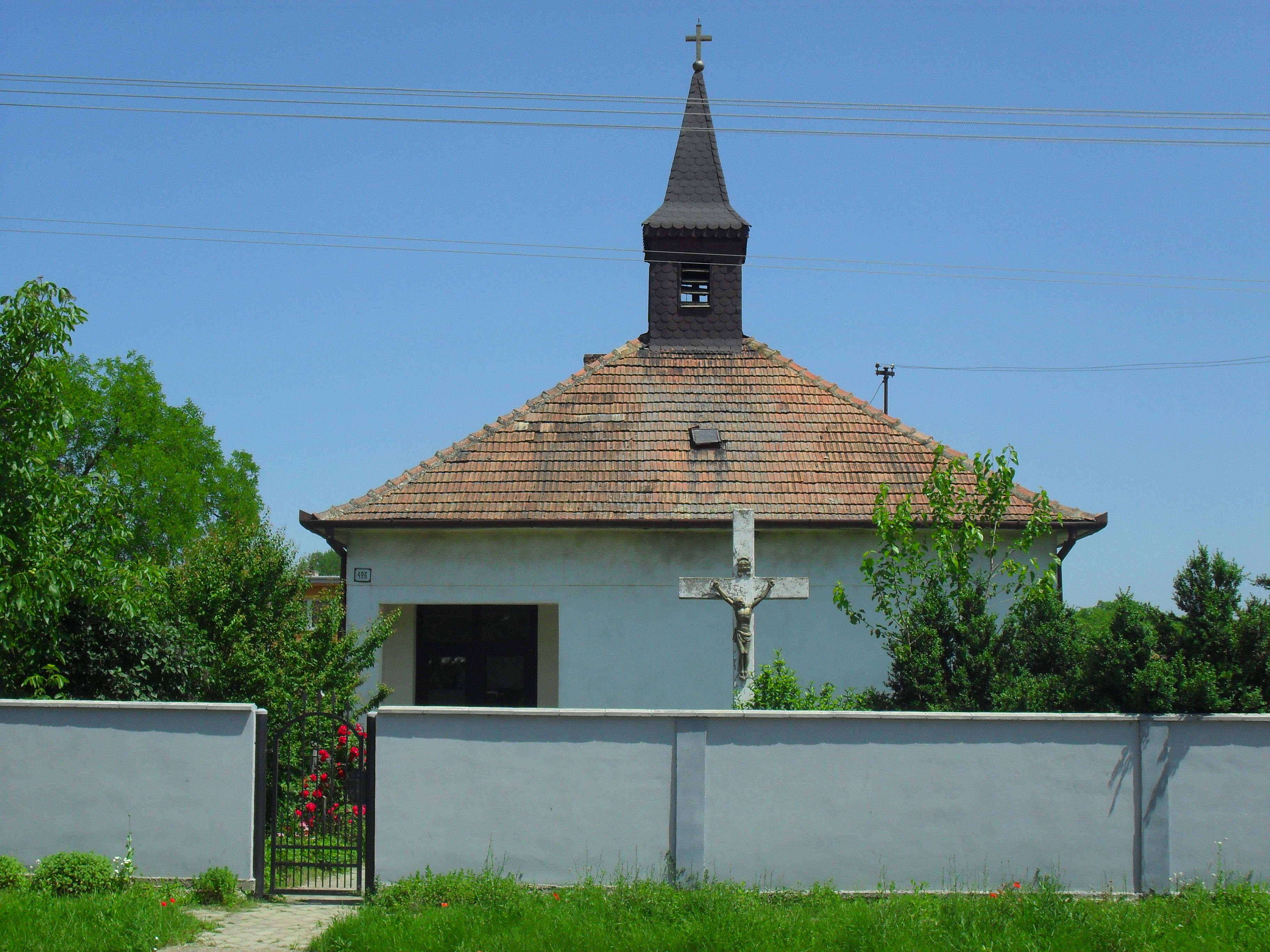
A katolikus templom/kápolna
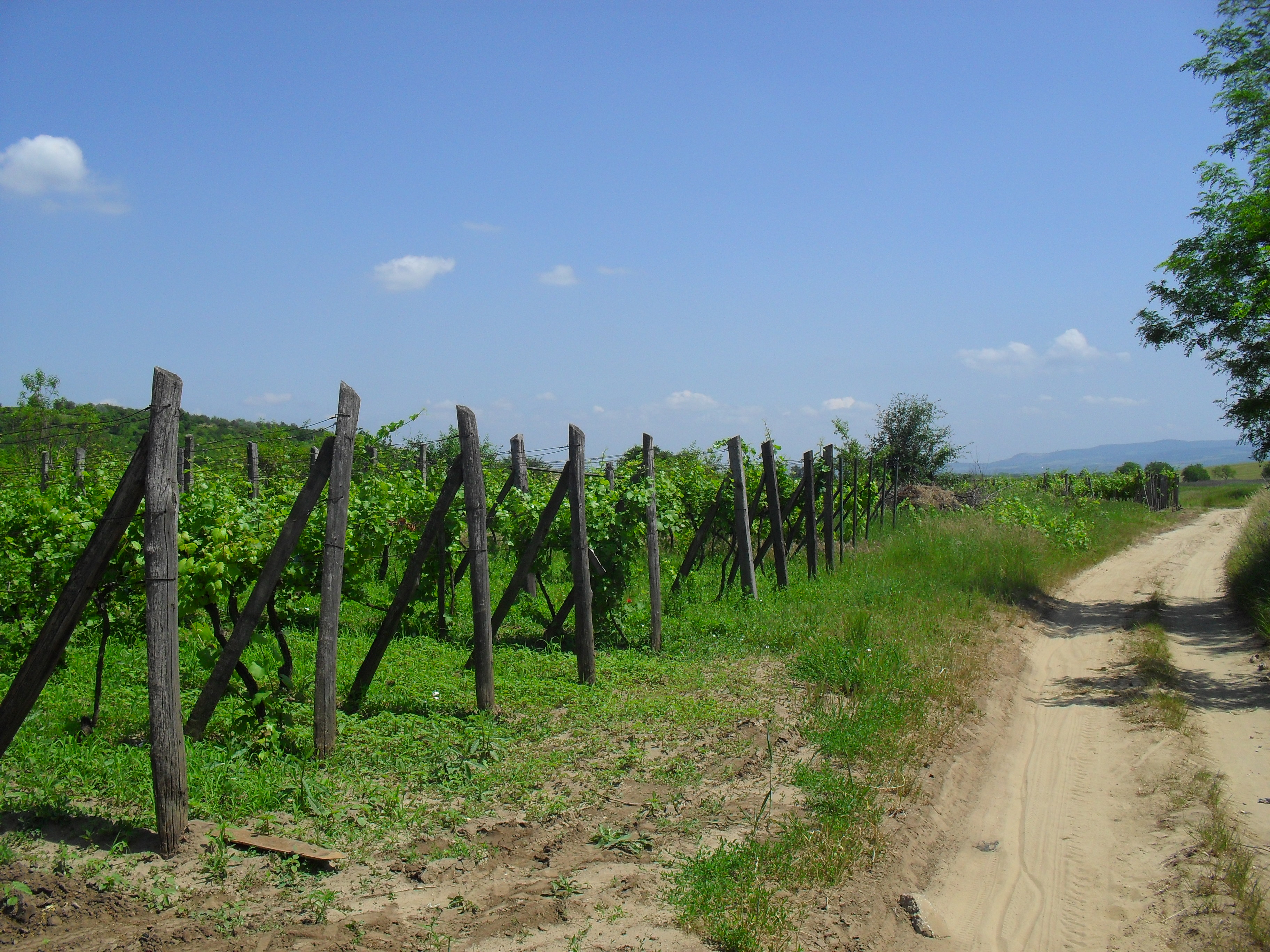
A madari szőlőhegy
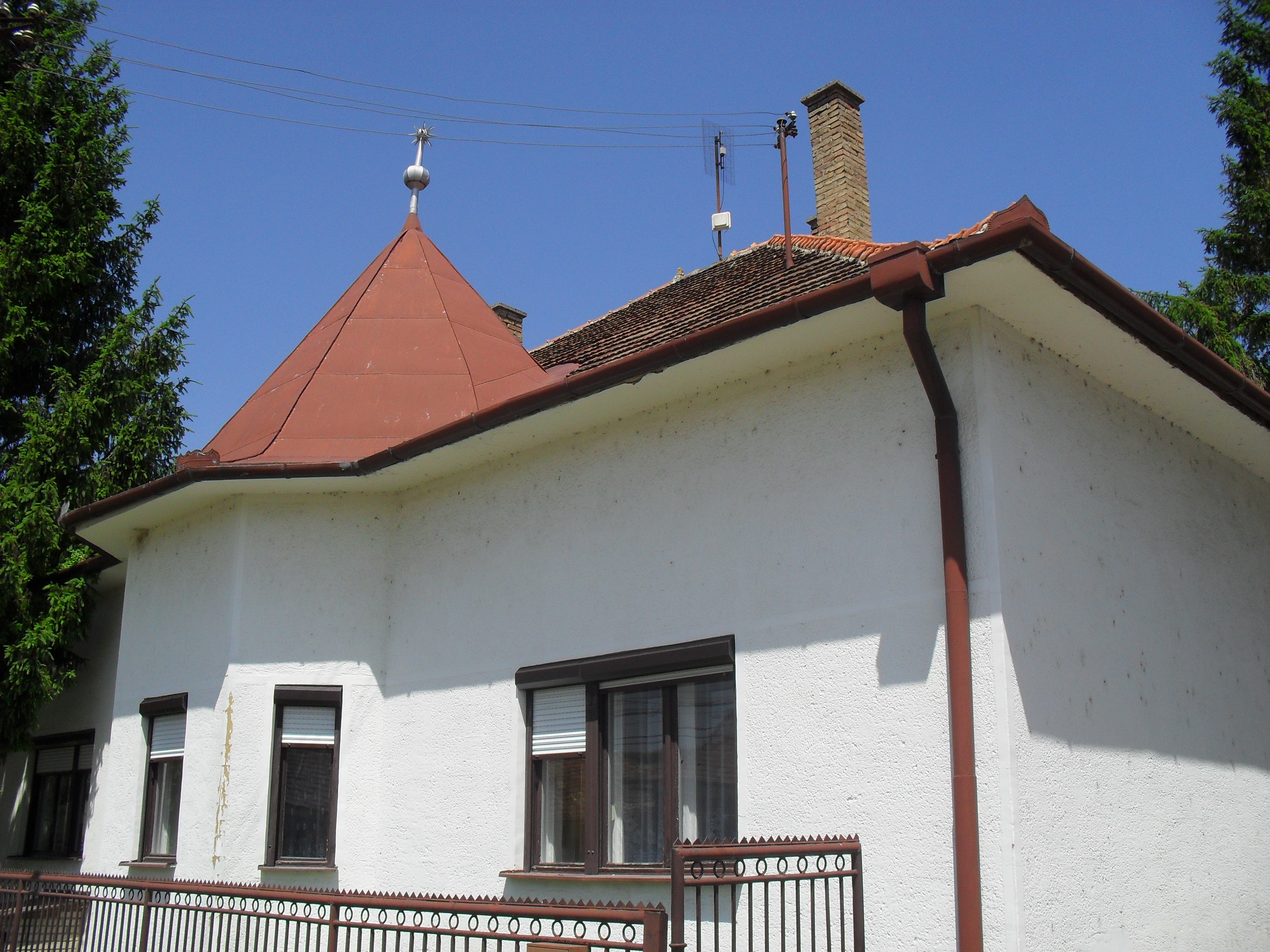
A református lelkészlak
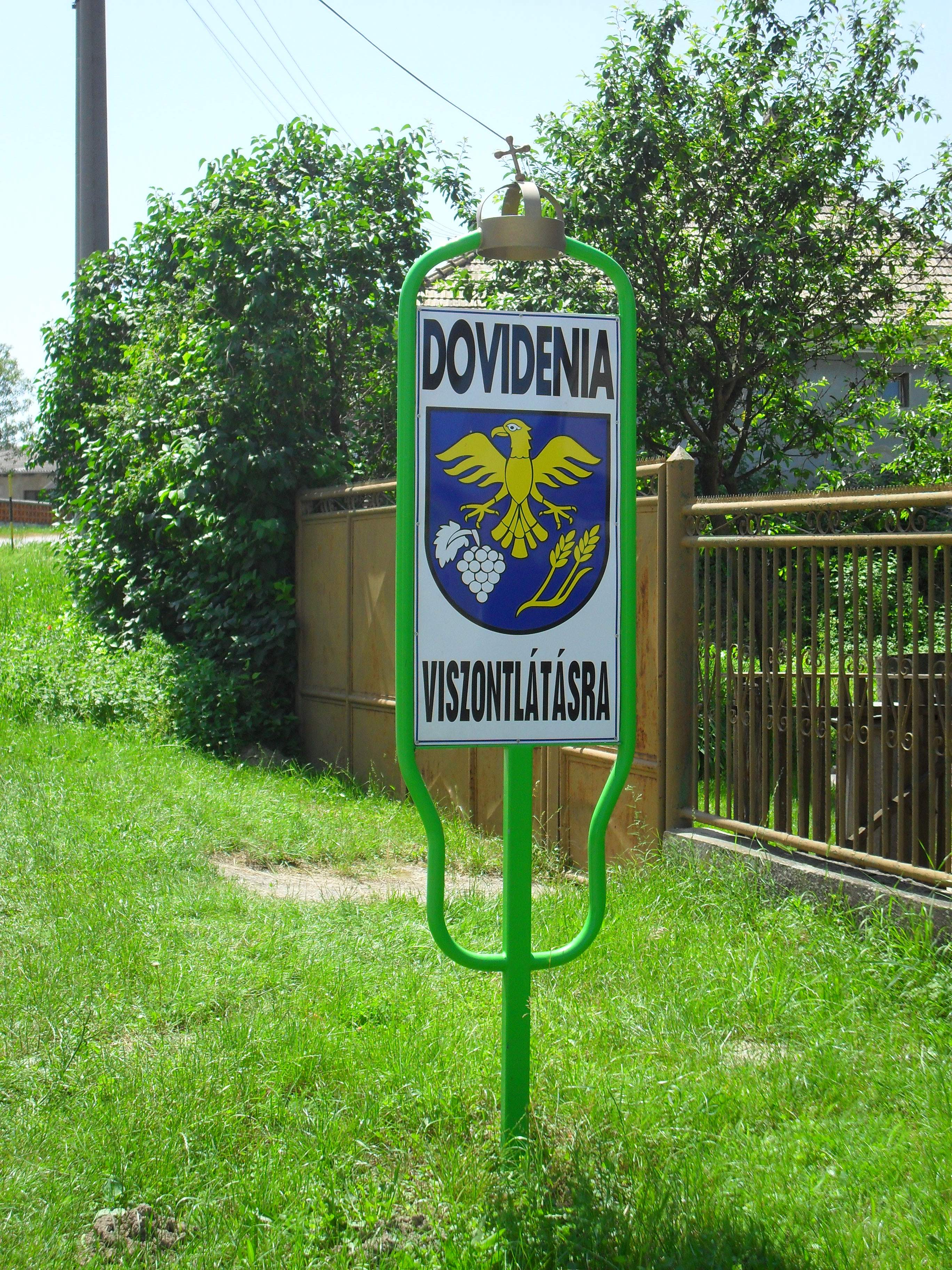
Címeres üdvözlőtábla
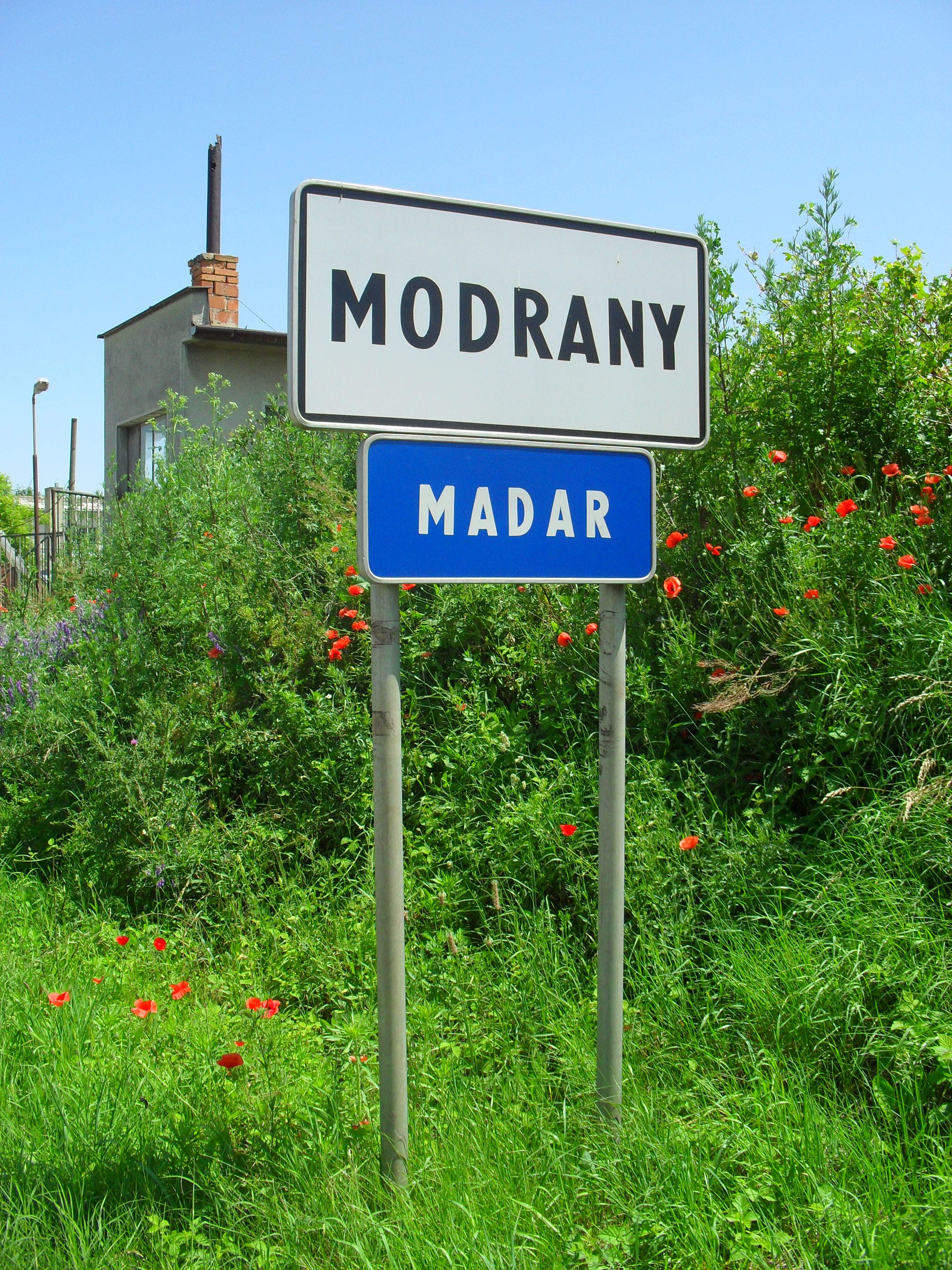
Kétnyelvű helységnévtábla
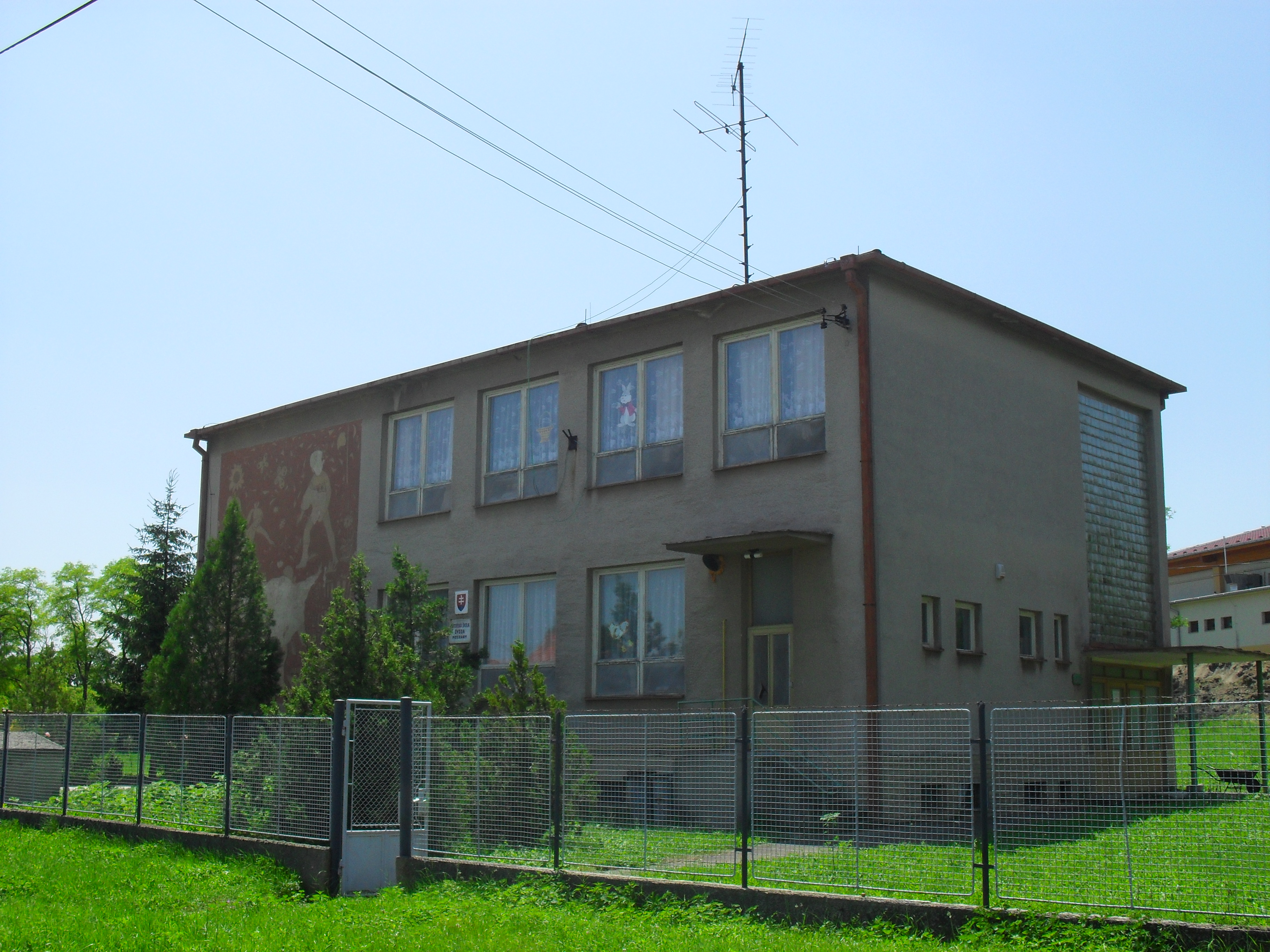
Óvoda
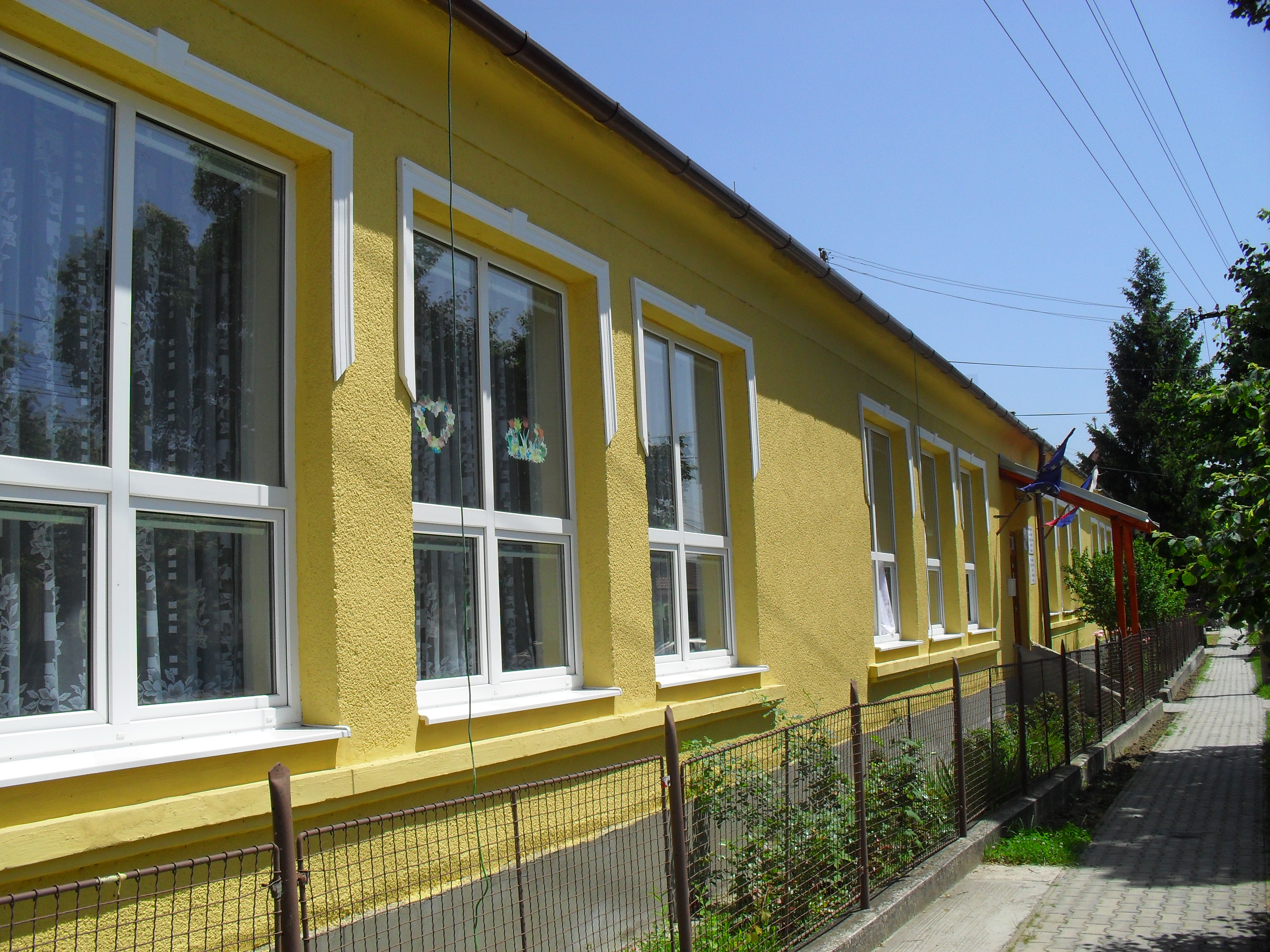
Alapiskola
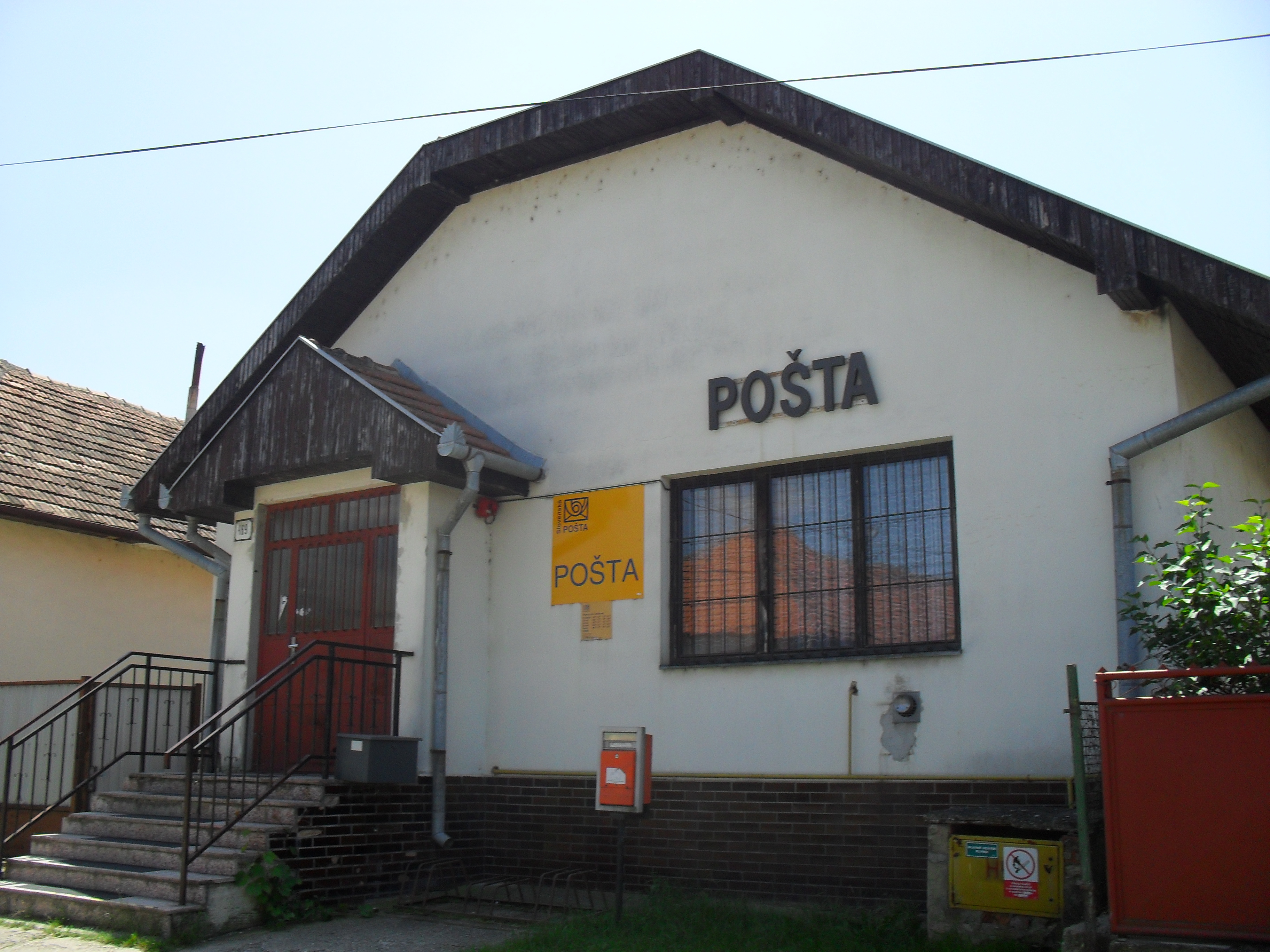
Posta
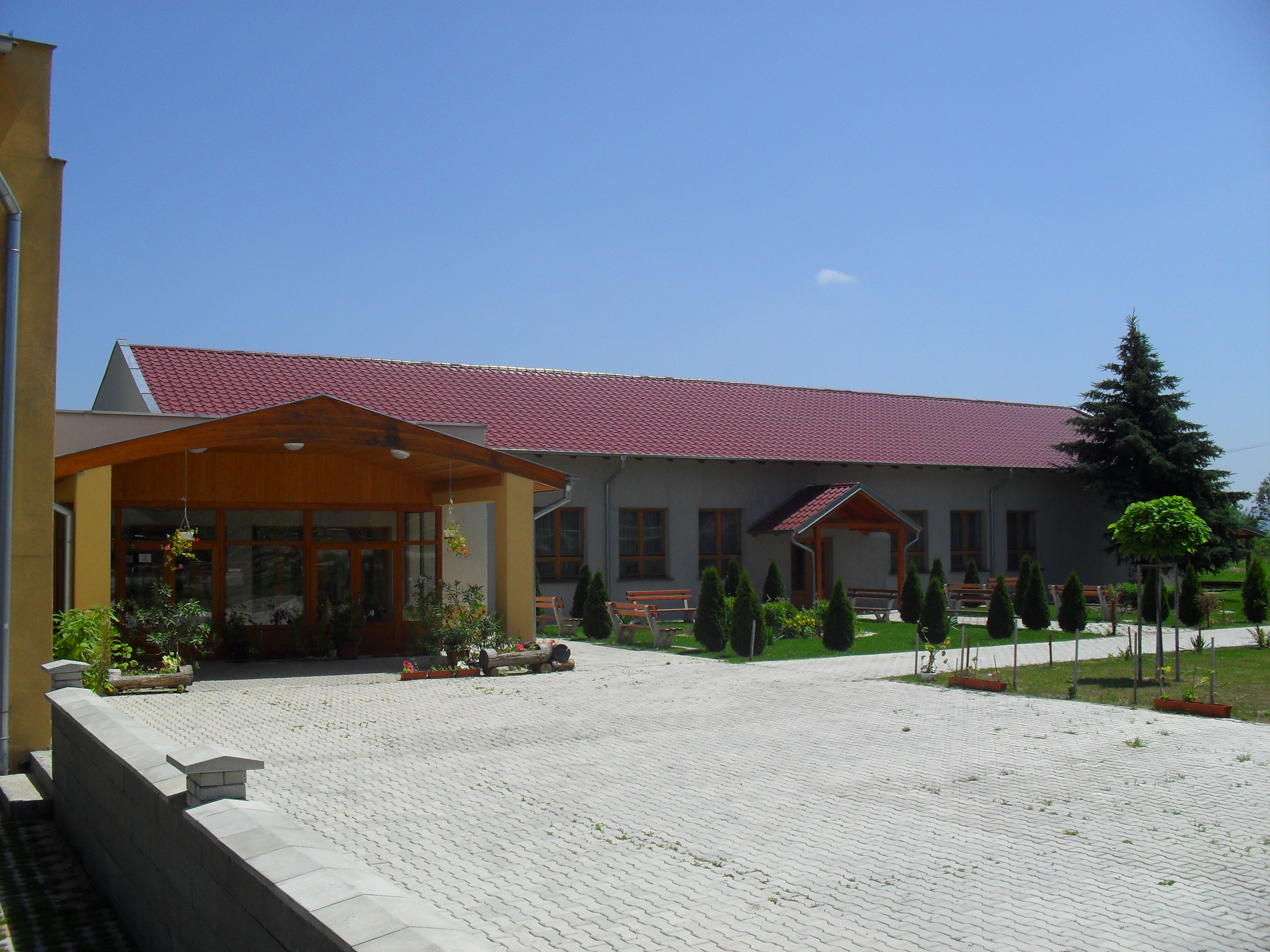
Kultúrház
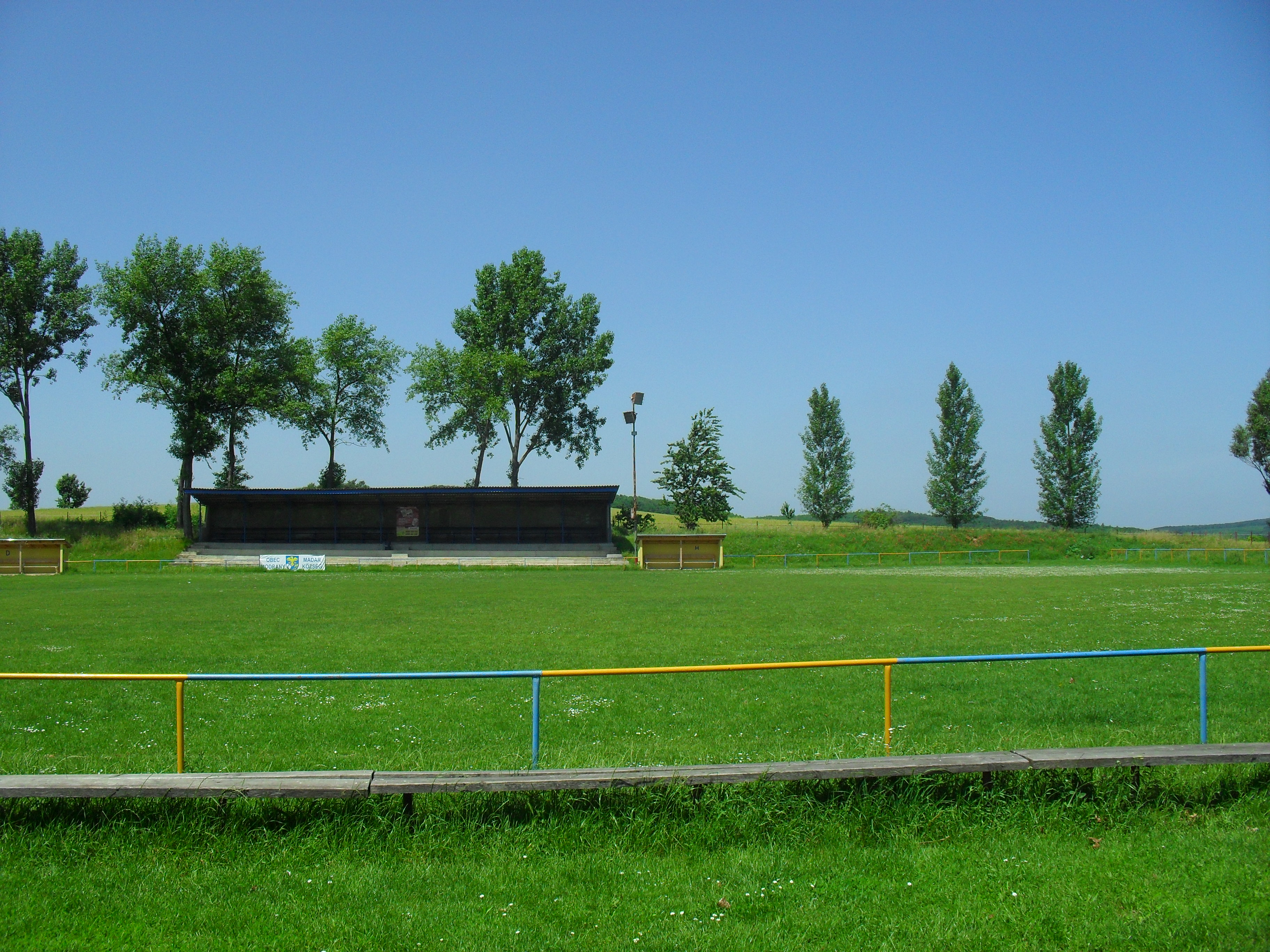
Sportpálya
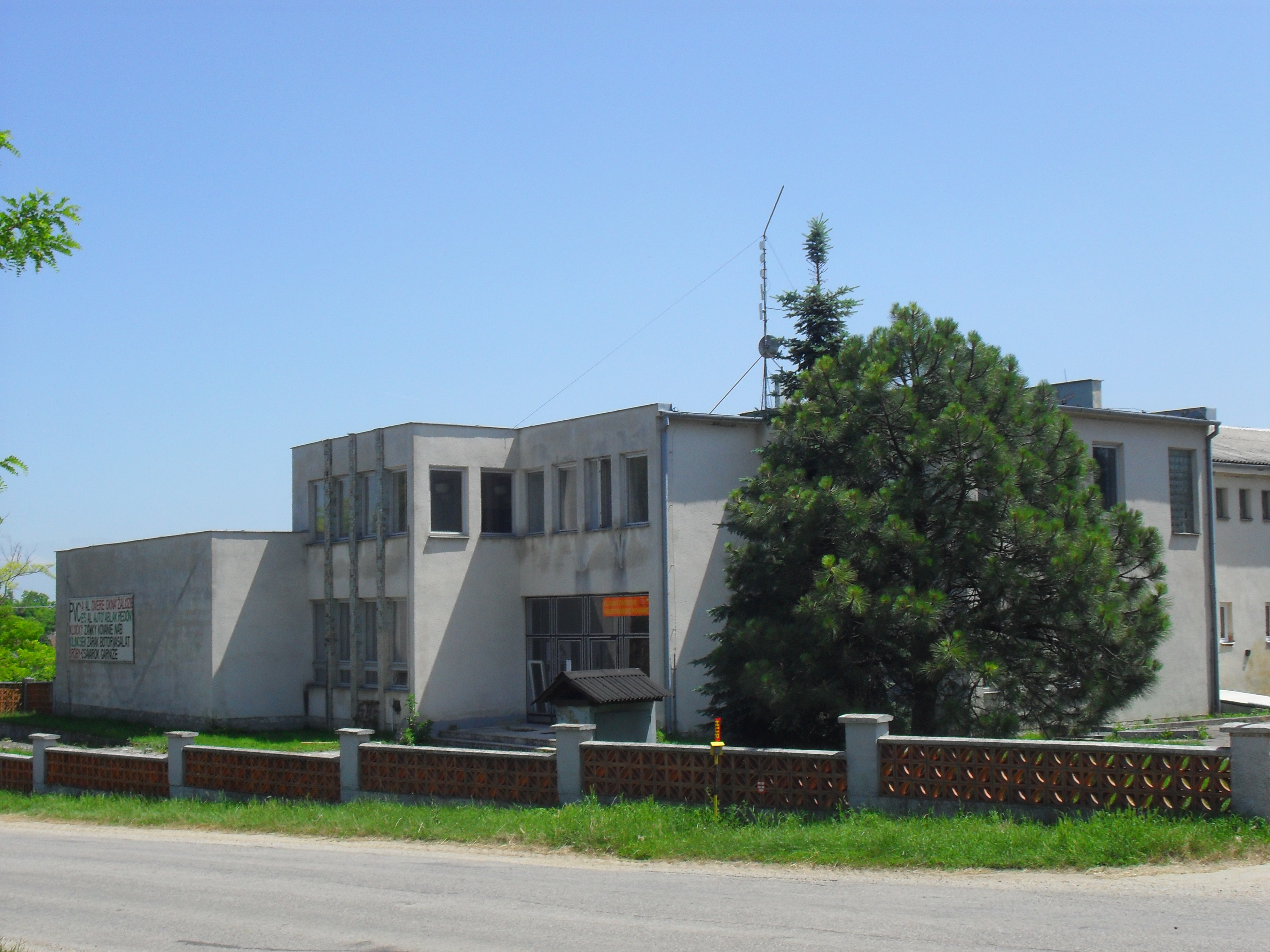
Volt mezőgazdasági szövetkezet
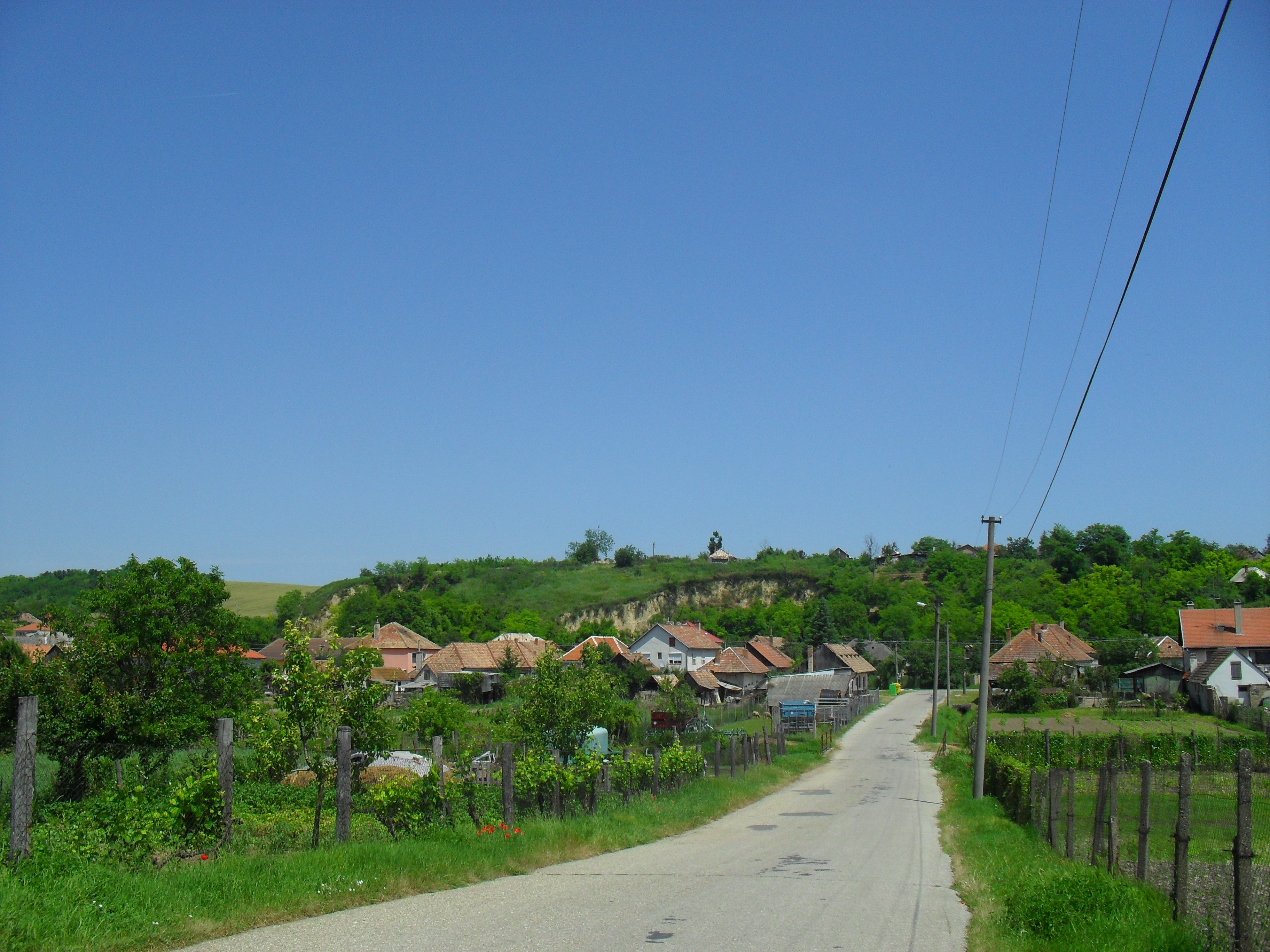
Madari utcakép
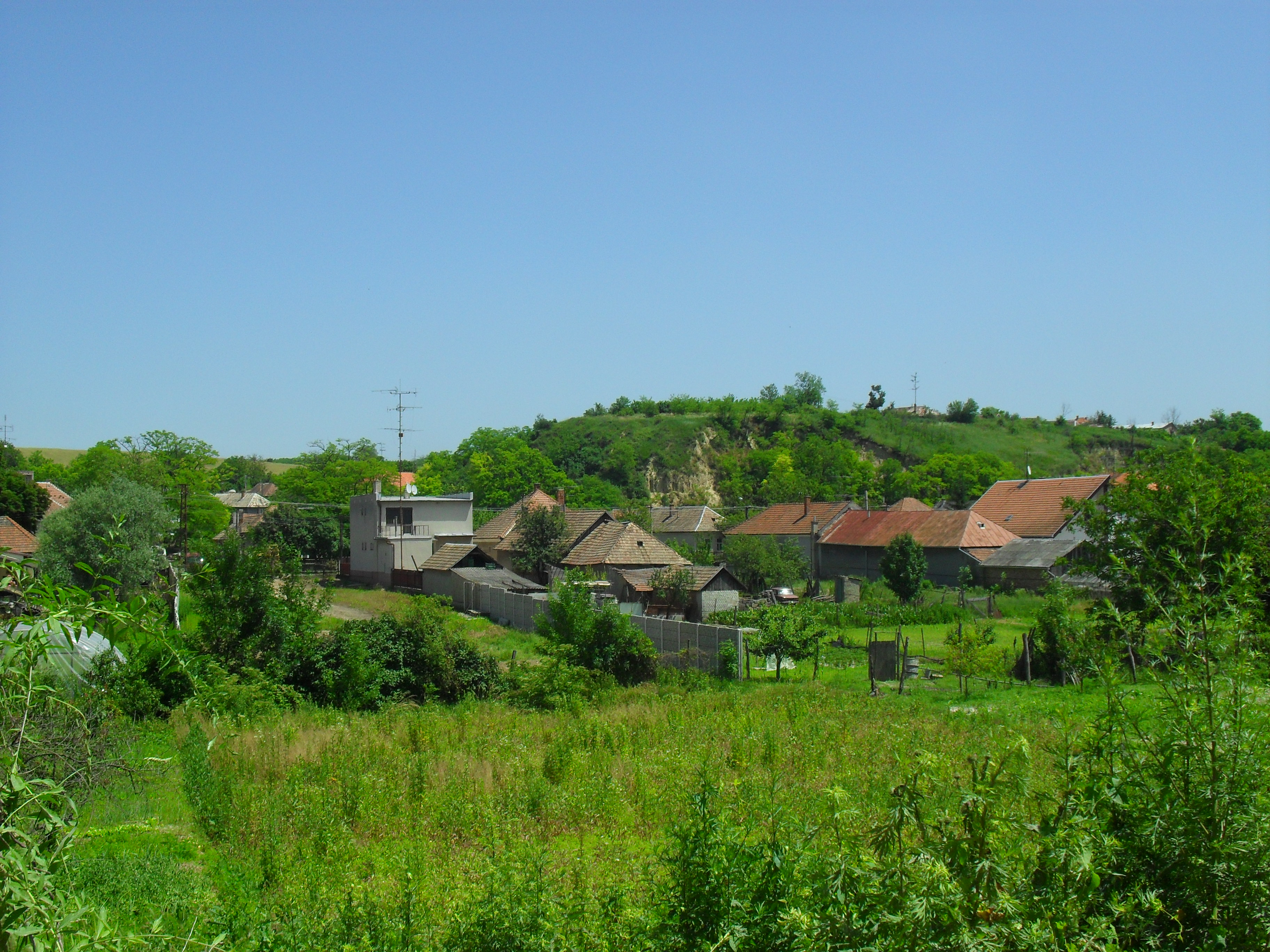
Madari részlet
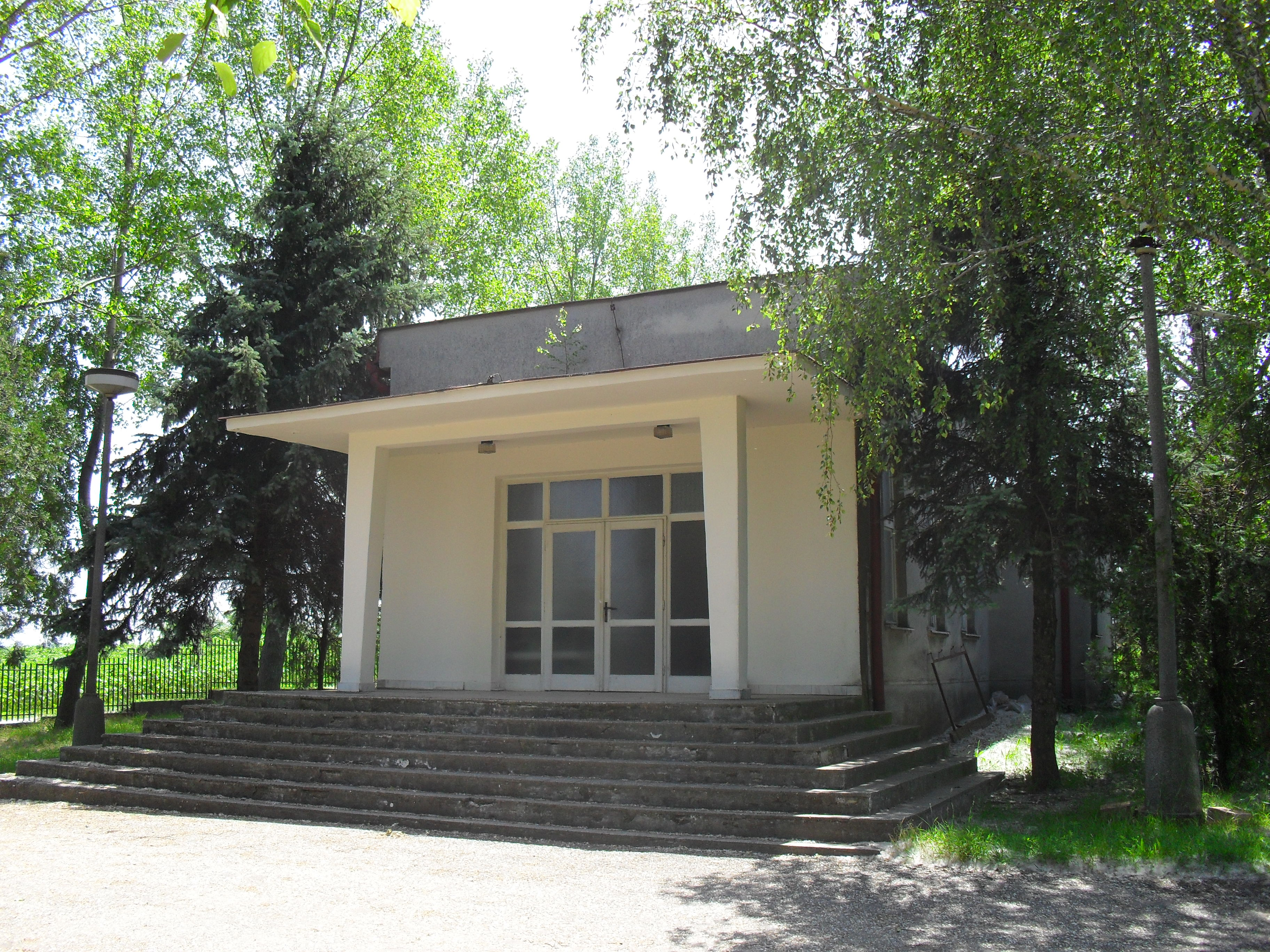
Ravatalozó
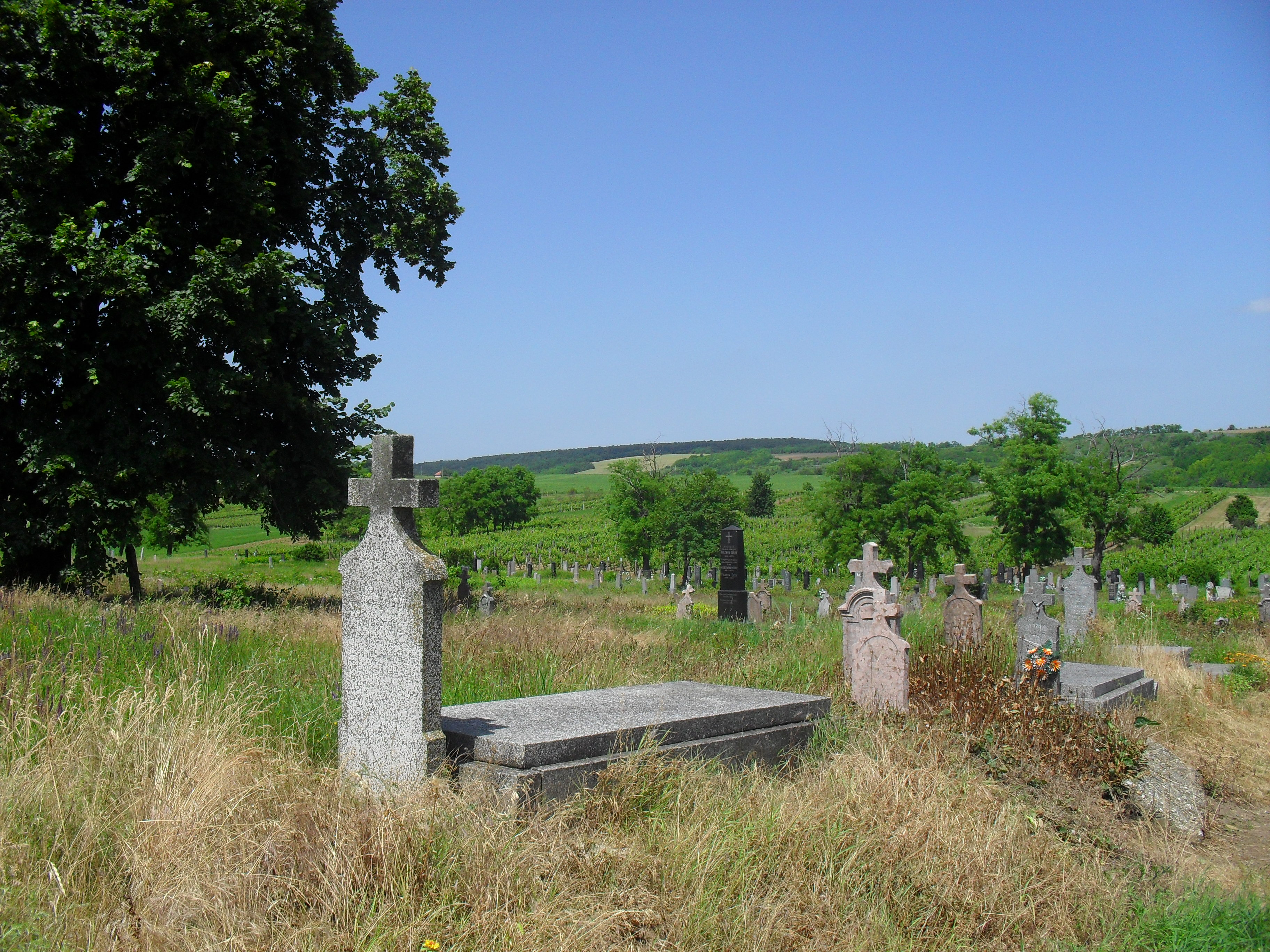
Temető - részlet
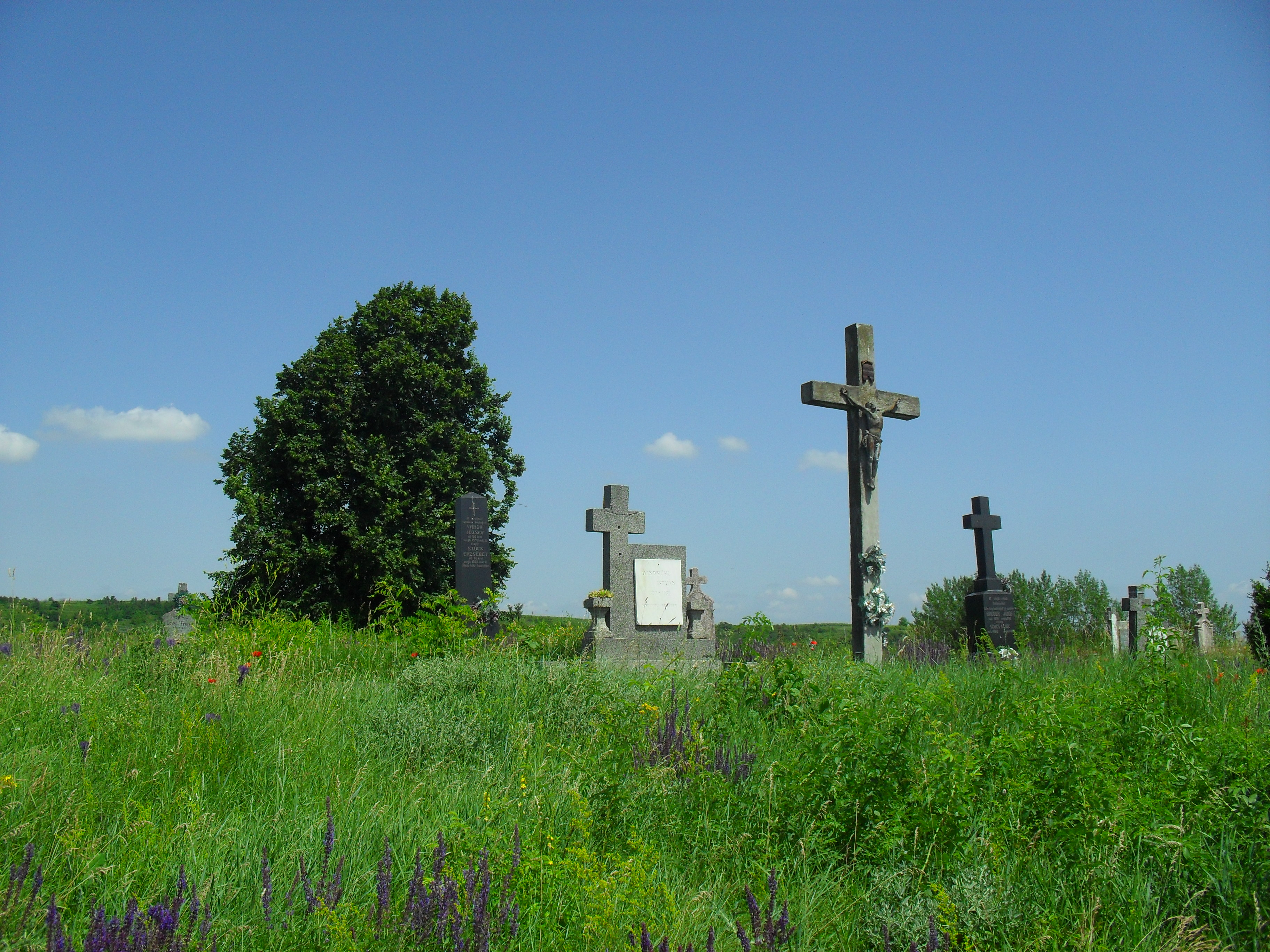
Temető - részlet
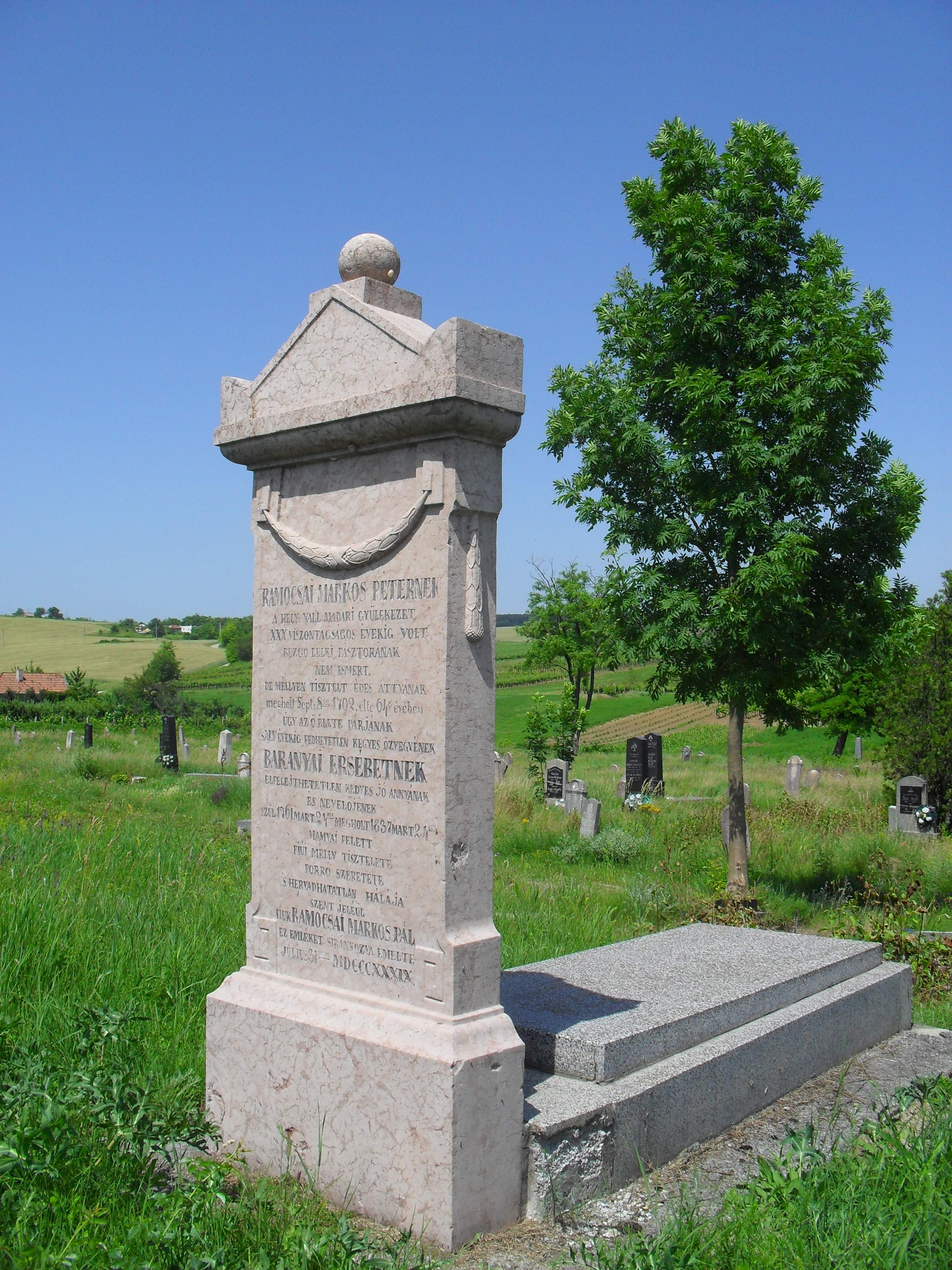
Kamocsai Markos Péter síremléke (1839)
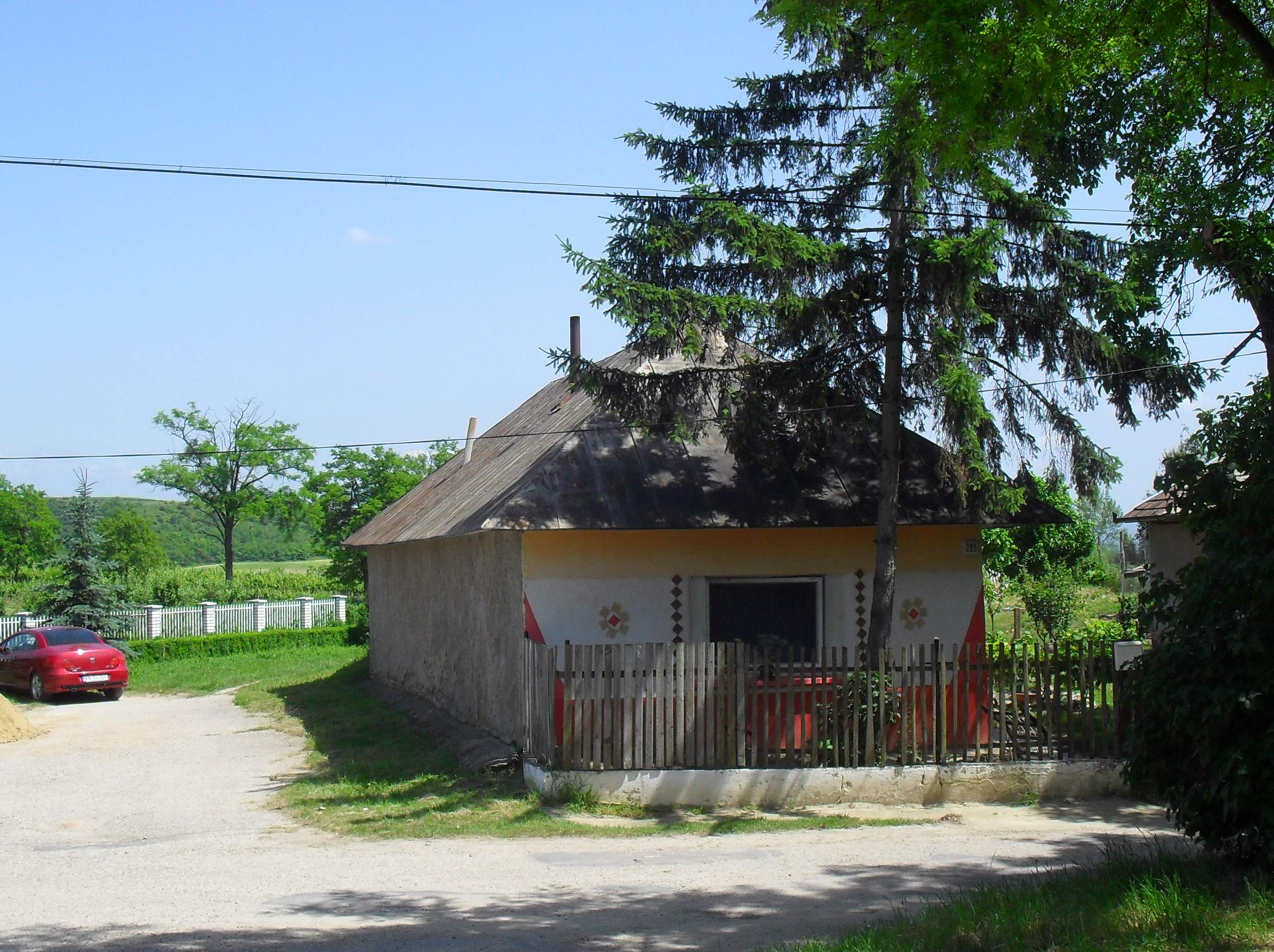
Hagyományos építészet Madaron
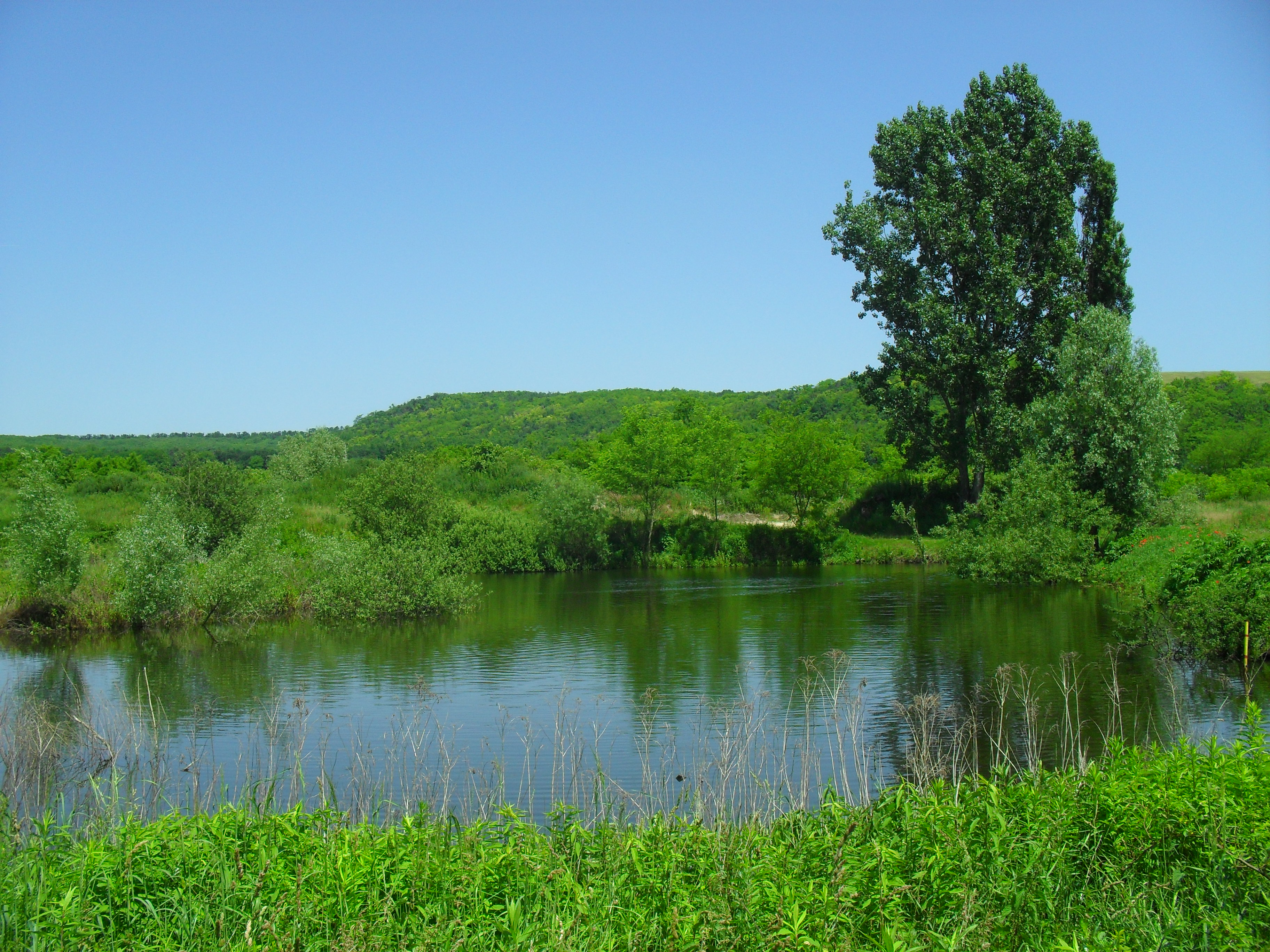
Kis tó a Madari-erdő szélén
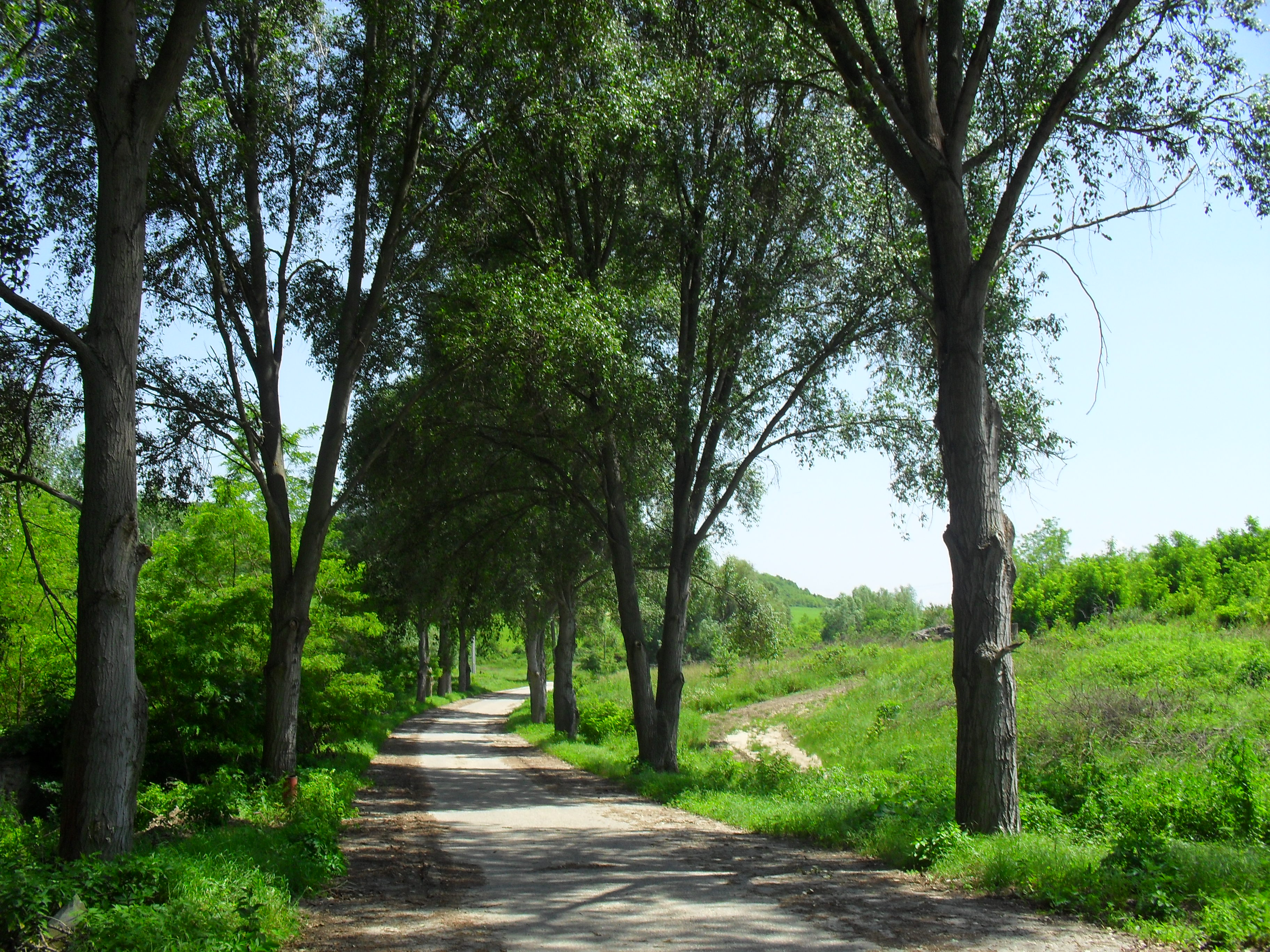
A volt katonai lőtérre vezető út
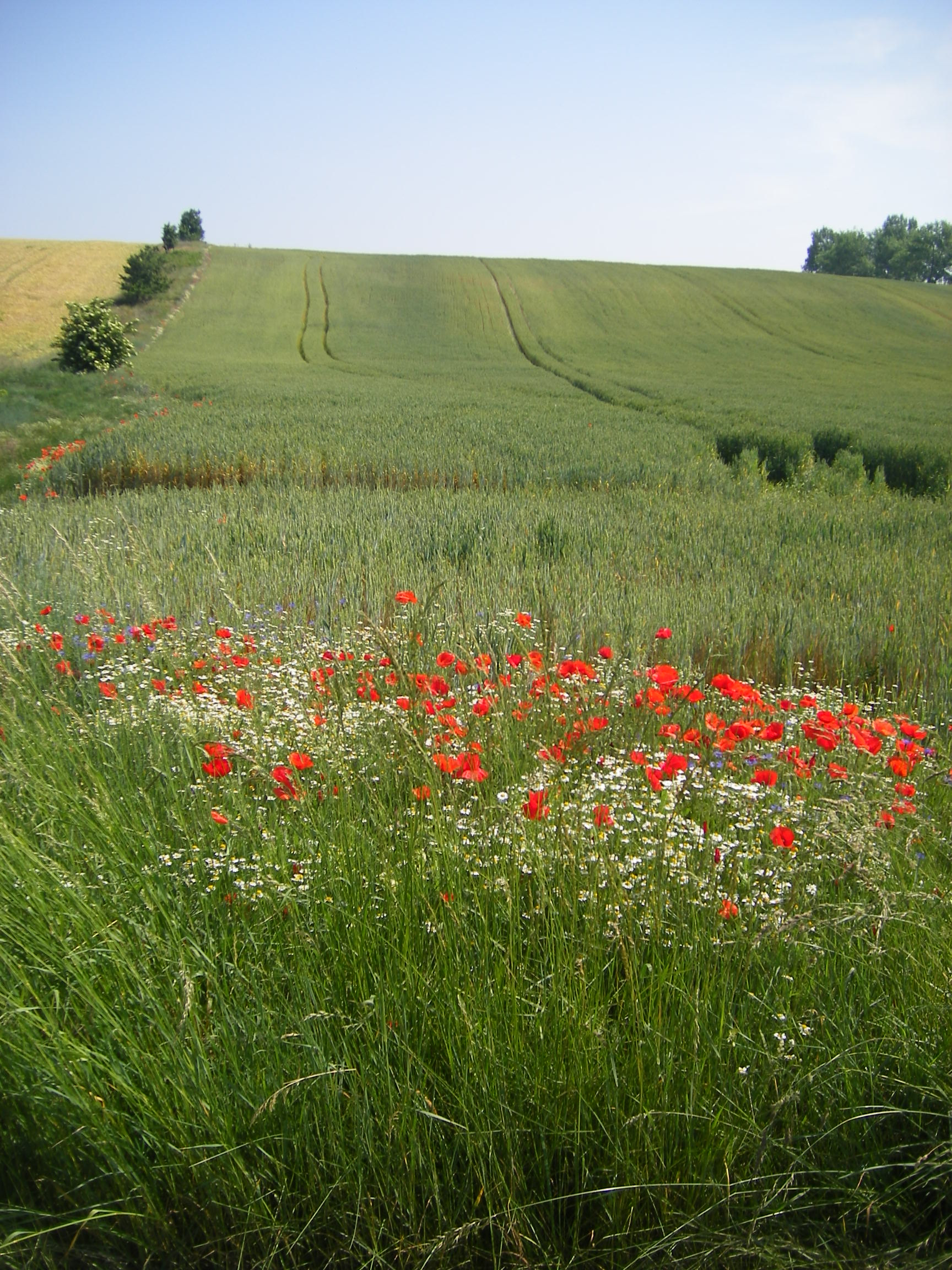
Tájkép Madar mellett májusban
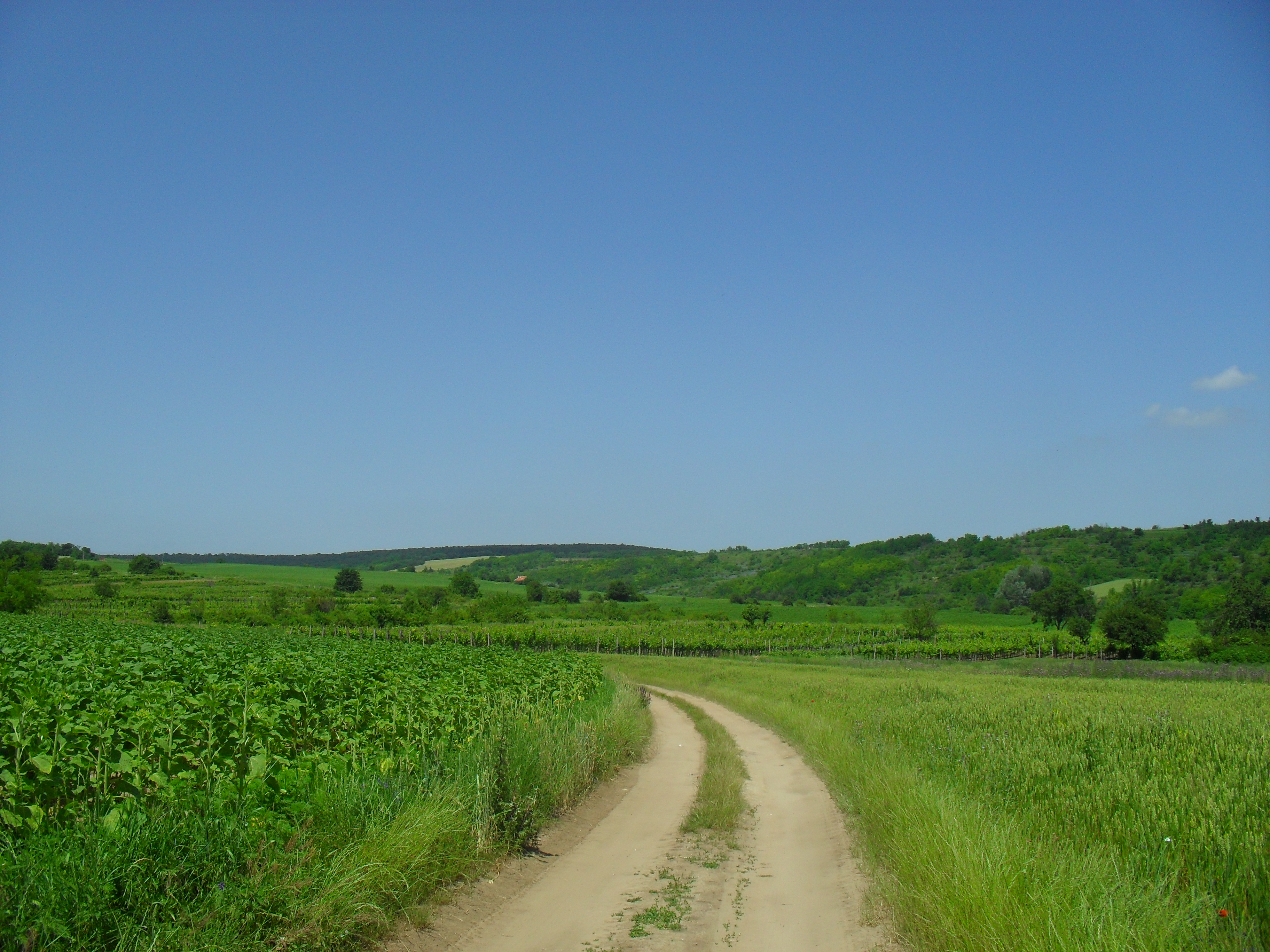
Tájkép a község határában
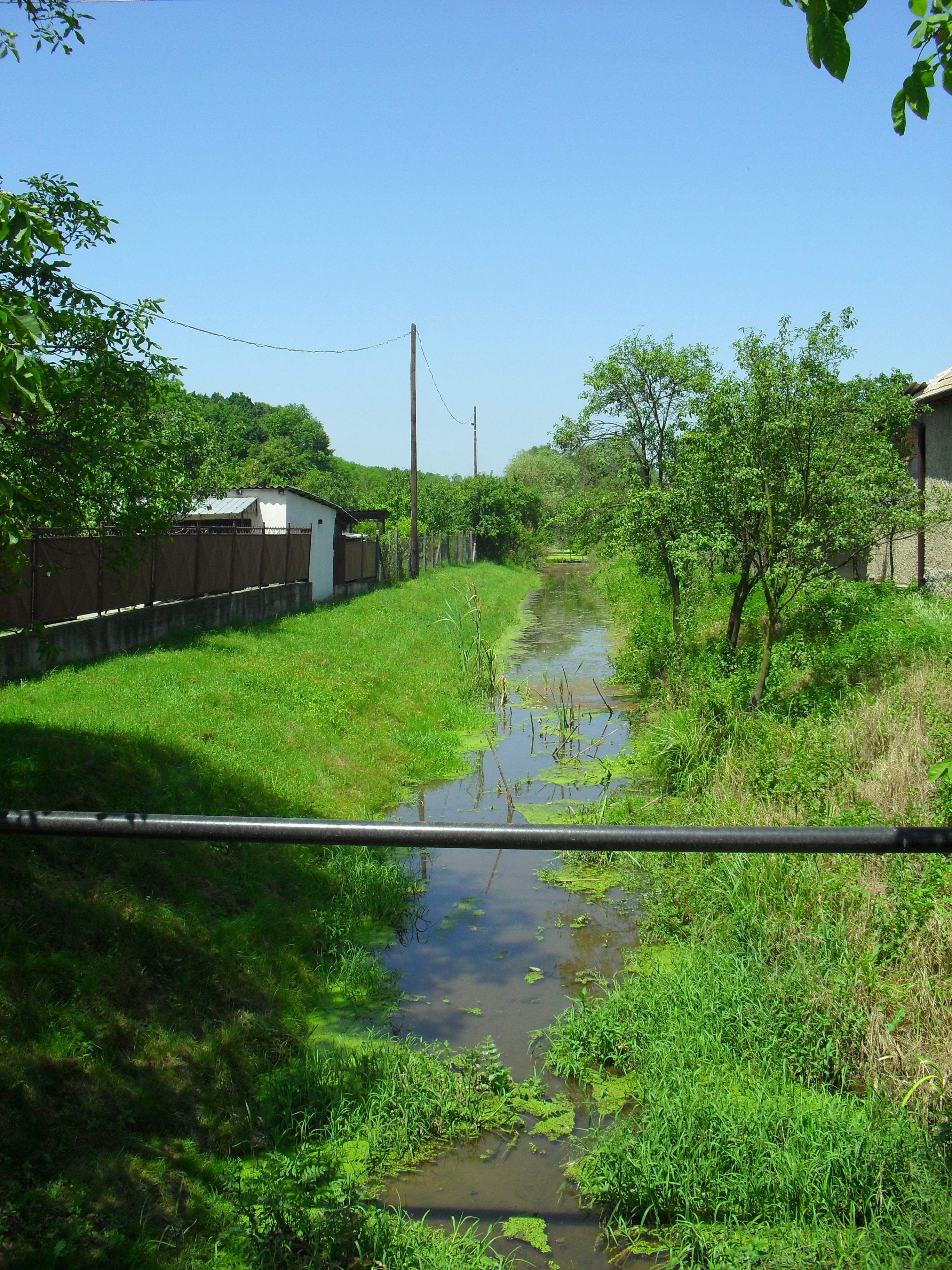
A Madari-patak

### Emlékművek, emléktáblák, szakrális kisemlékek

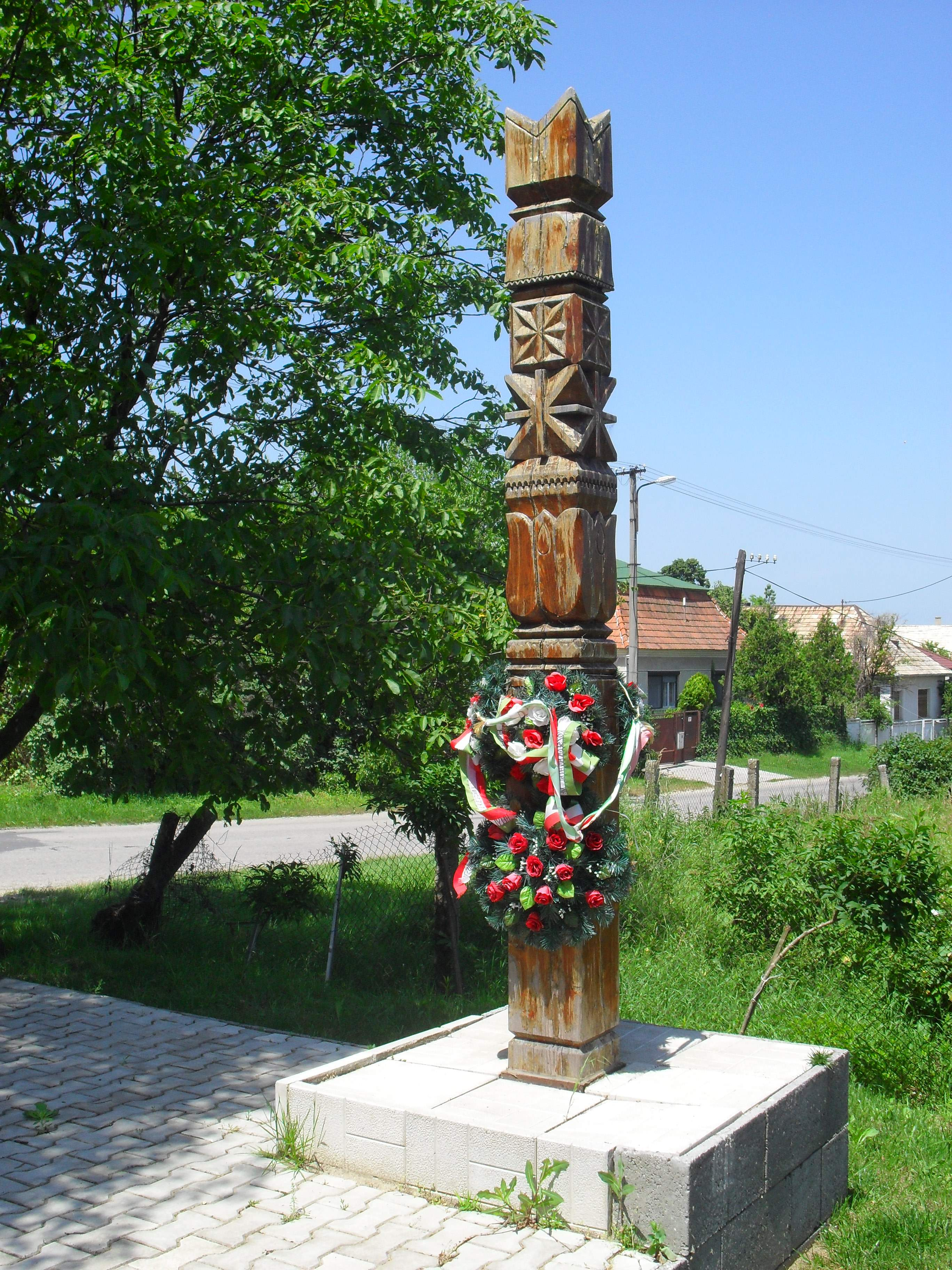
Kopjafa
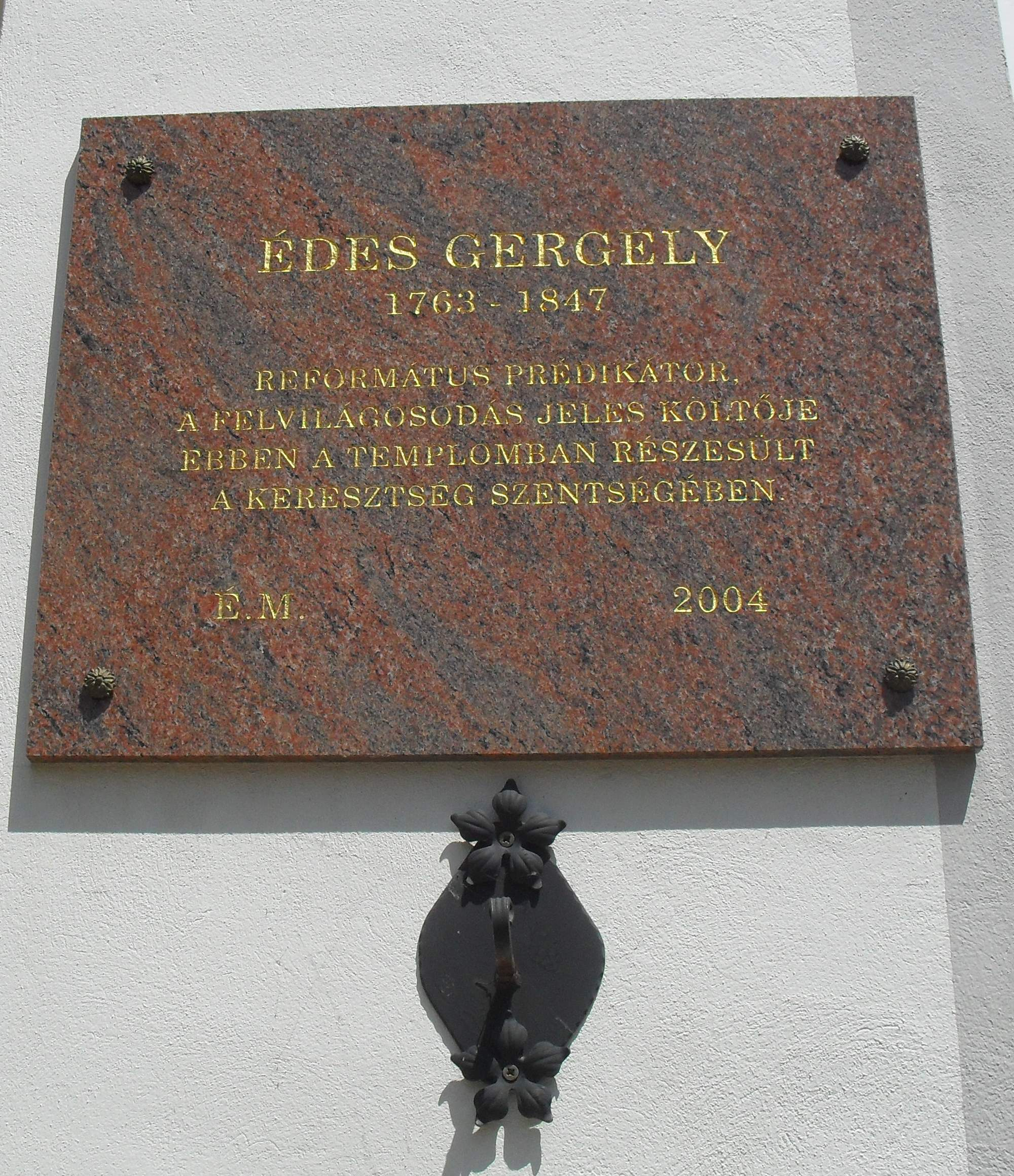
Édes Gergely-emléktábla
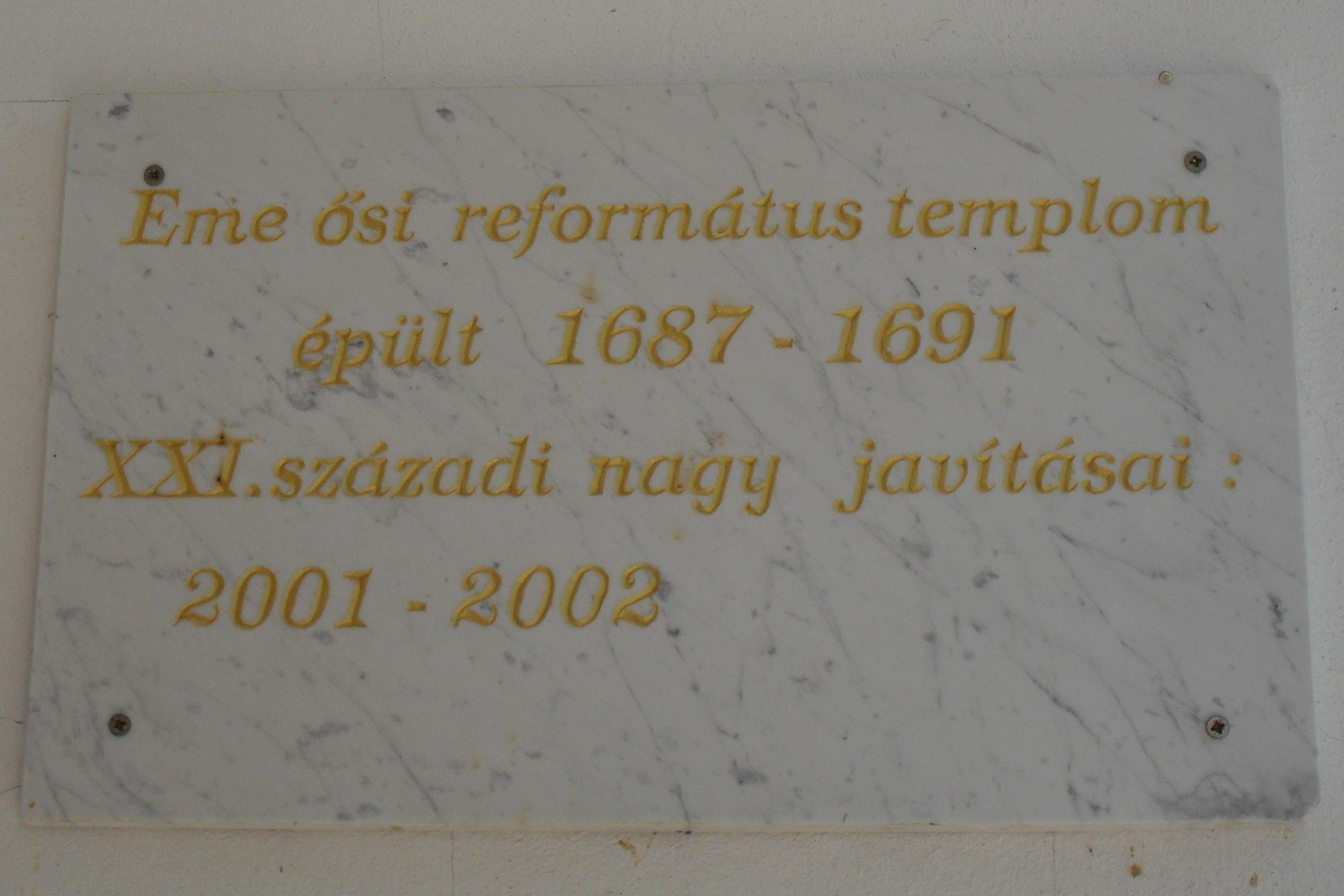
Templomfelújítási emléktábla
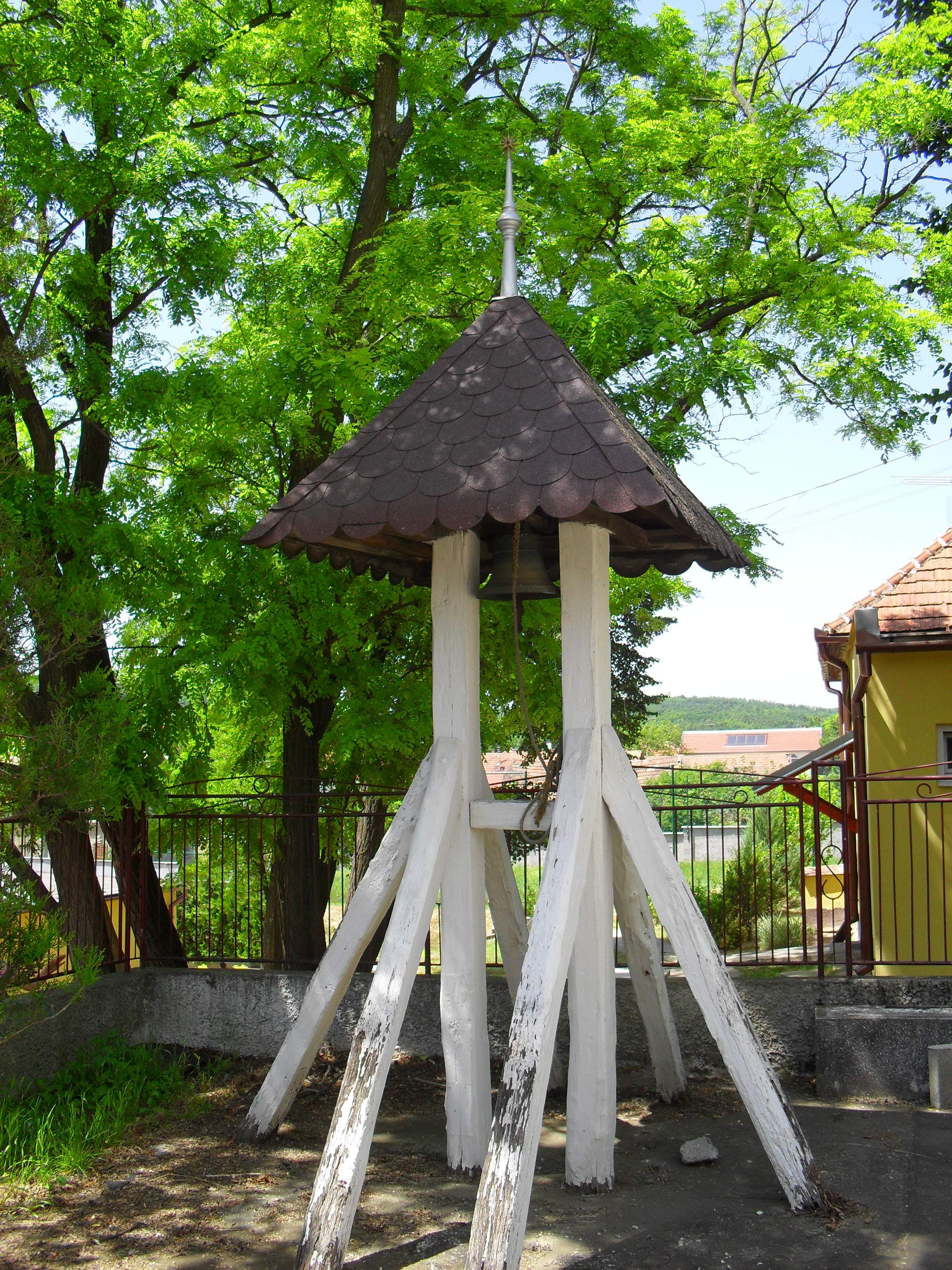
Harangláb
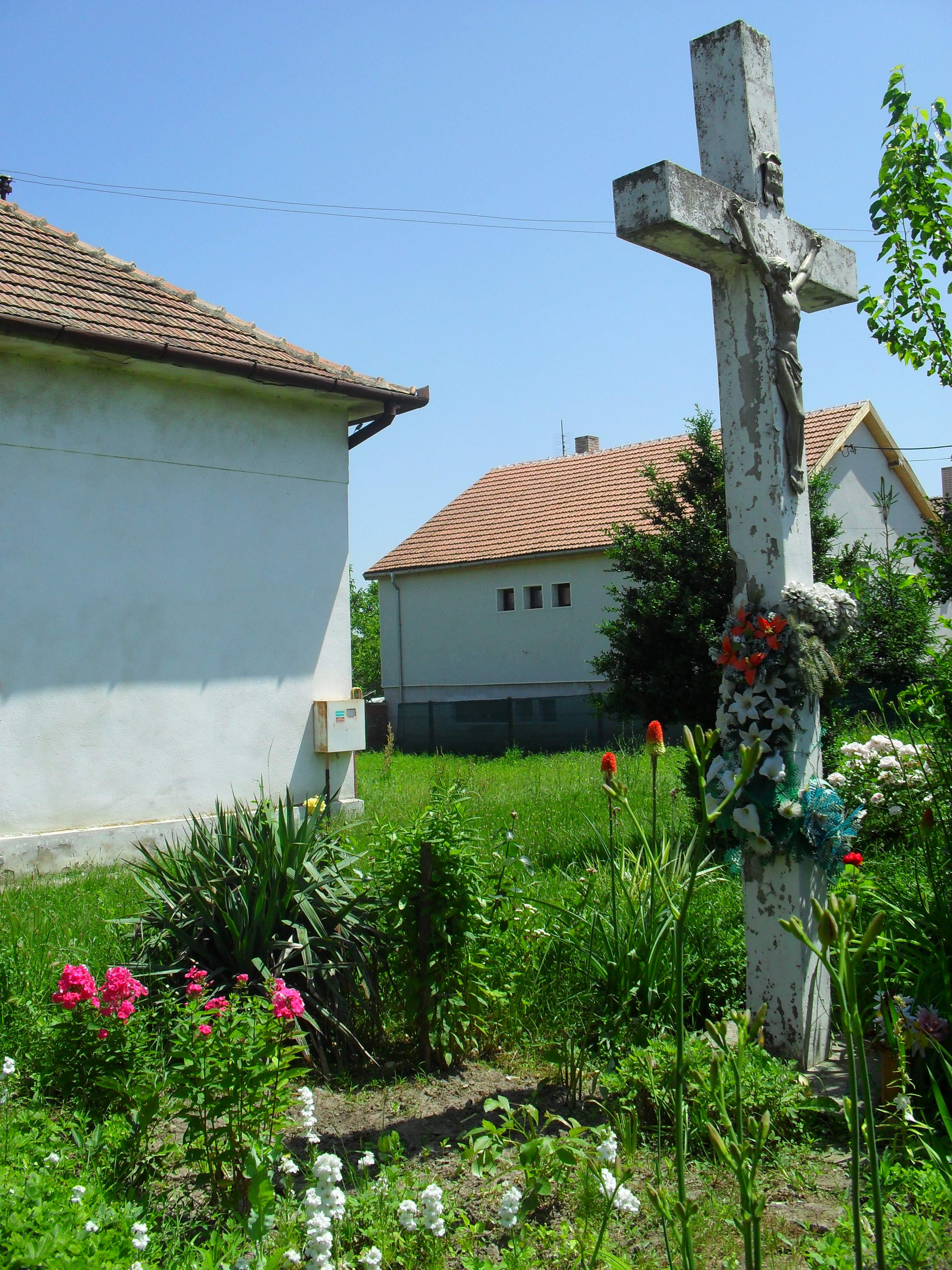
Kereszt a katolikus templom udvarában
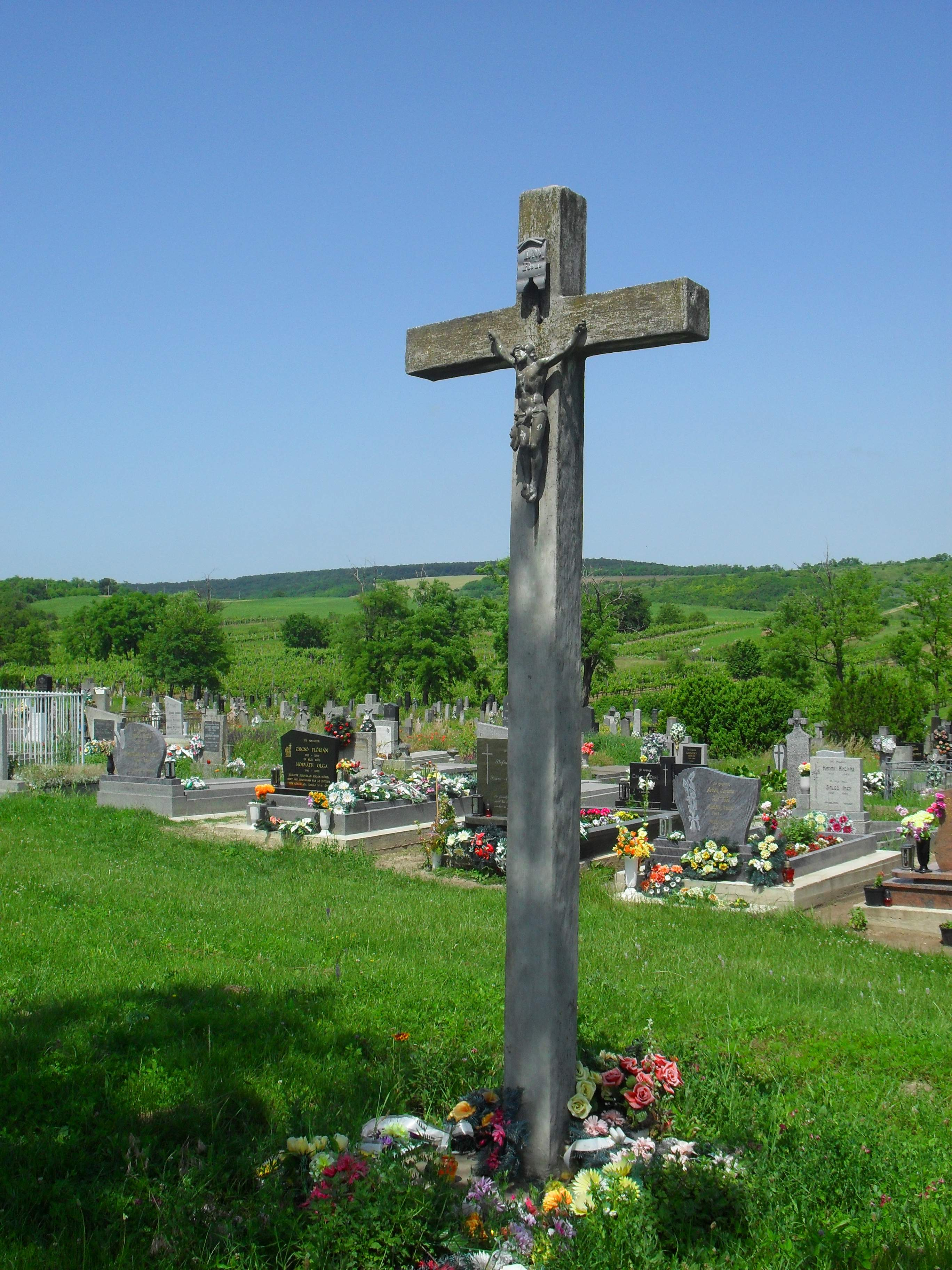
Temetői nagykereszt (1)
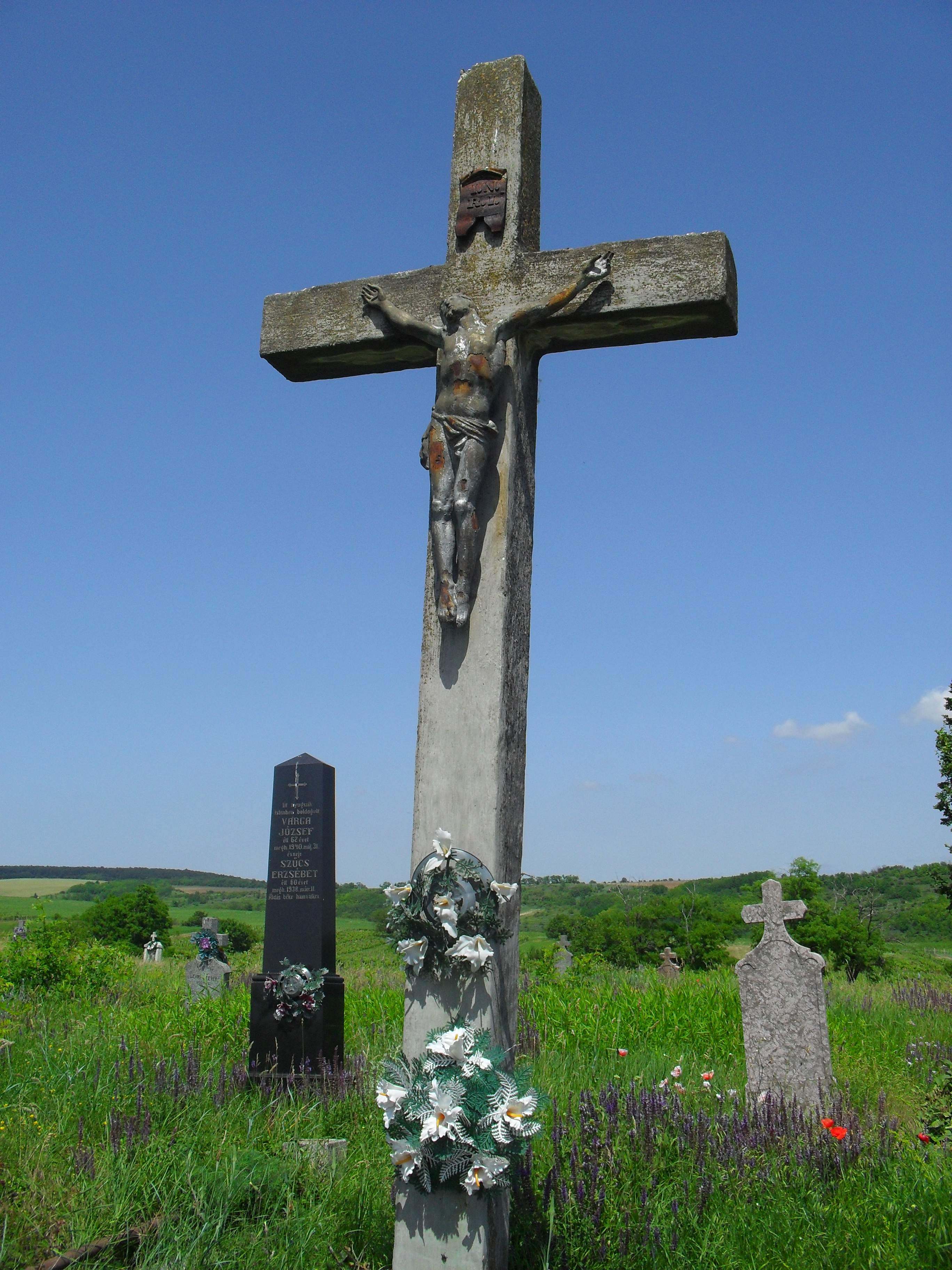
Temetői nagykereszt (2)

## Testvértelepülések
- Kocs, Magyarország
- Sükösd, Magyarország